# Romanika

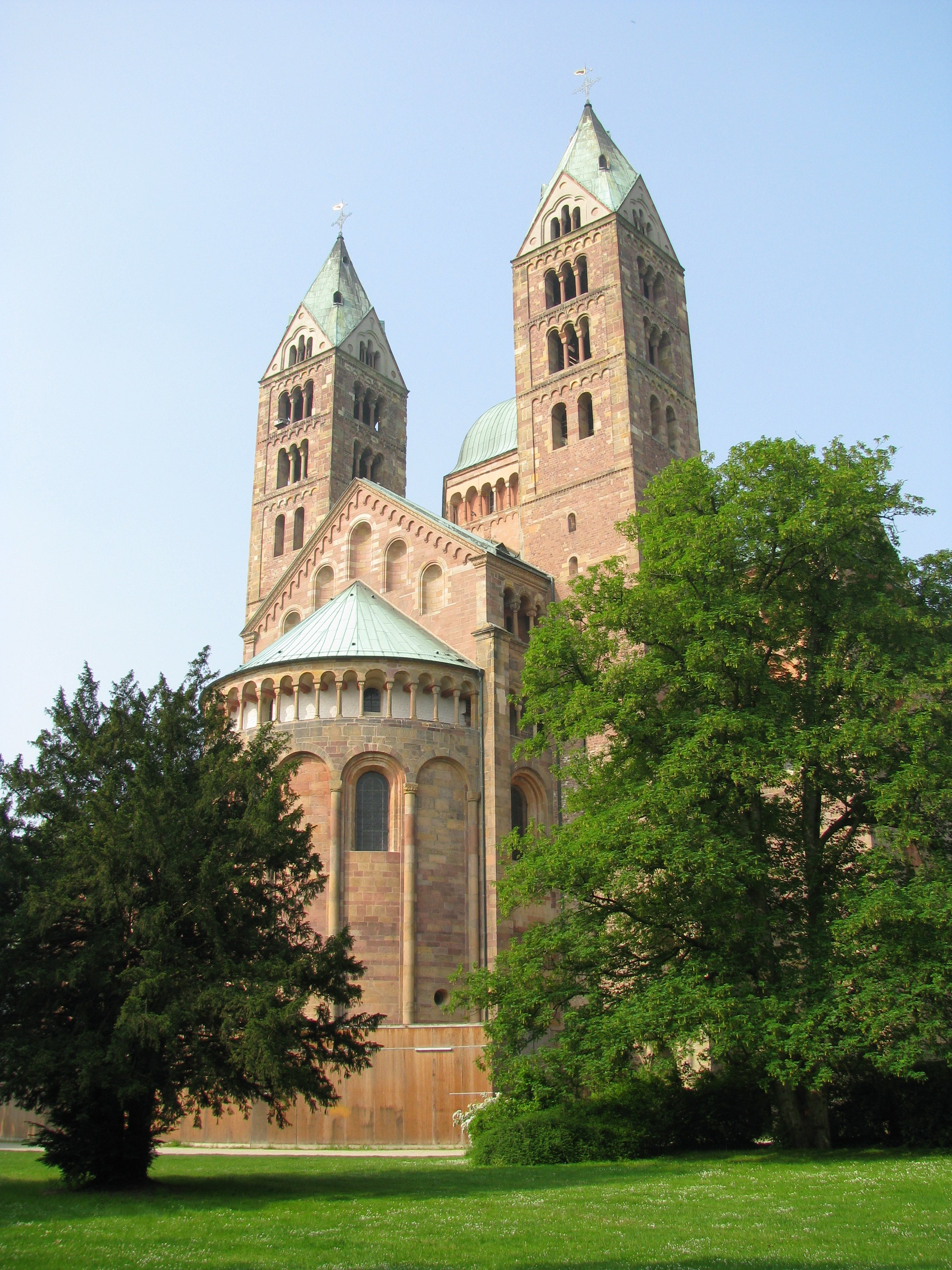
Speyer, székesegyház

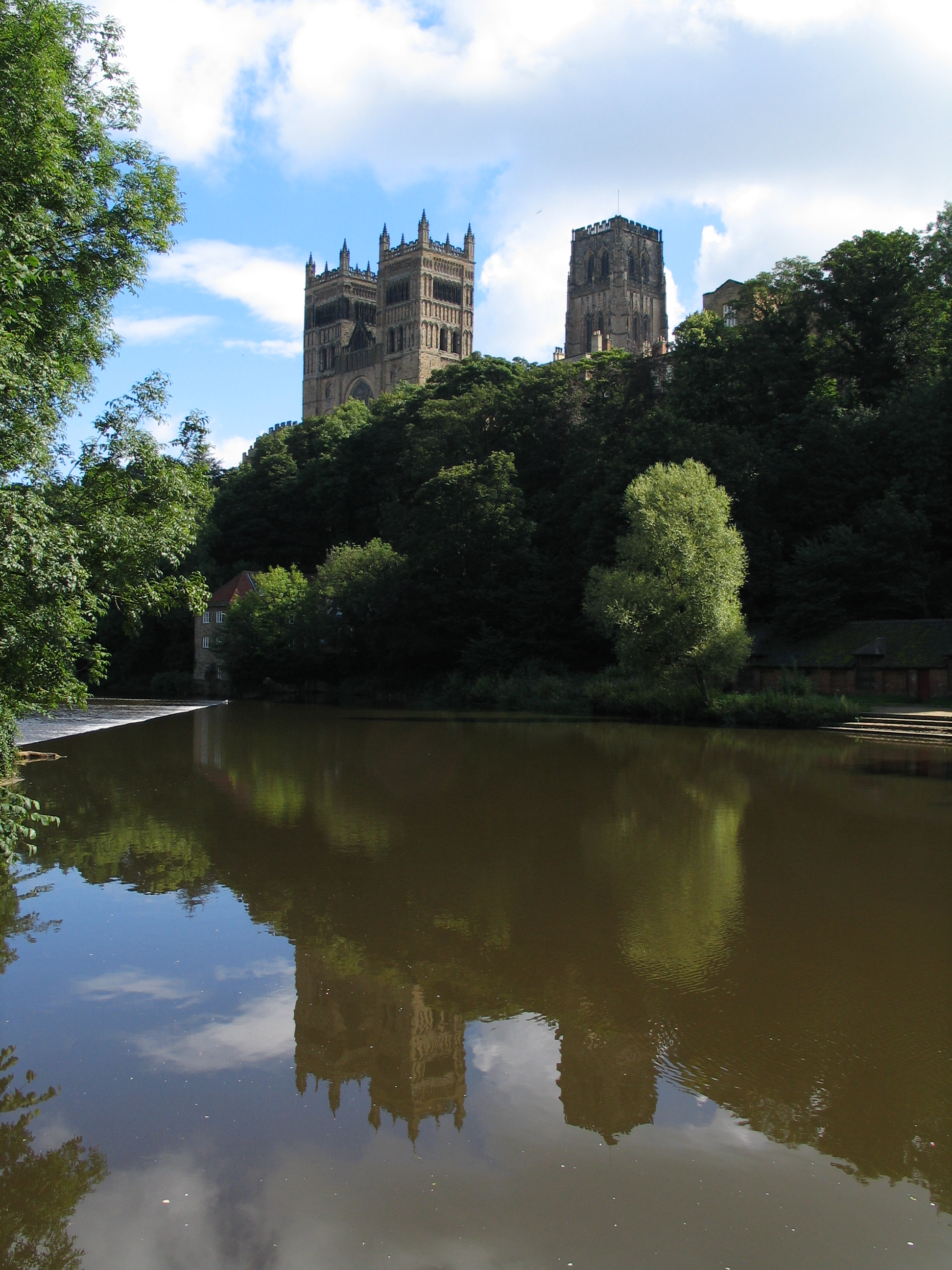
Durham, székesegyház

Román stílusnak vagy romanikának nevezzük az európai országok 11. és 12. századi műalkotásainak együttesét. A román kor az ezredforduló környékén kezdődött és a francia gótika elterjedéséig, a 13. század elejéig tartott. A romanikát megelőző időszakot preromán kornak nevezik. A román stílus nem azonos a romániai stílusjegyekkel. A kifejezést a 19. századi művészettörténészek találták ki, különösen a kor építészetének megjelölésére, amely megőrizte az ókori római építészeti stílus számos alapvető jellemzőjét. Angliában a stílust normannak  nevezik és első példája itt a I. Vilmos által emeltetett Westminsteri apátság volt, amelyet aztán egy gótikus stílusú épület váltott fel. A stílus 19. századi újjáéledését neorománnak nevezik.

## Etimológia
A középkori művészetre használt megjelölést először Charles de Gerville (1769–1853) francia tudós használta, 1818-ban.
A római stílus, azaz „Le style roman” elnevezést a 19. század első felében Arcisse de Caumont történész népszerűsítette Franciaországban majd mások is, mint például Victor Hugo. 
A magyar művészettörténet a kifejezés tükörfordításával, román stílus néven örökítette át.
Az elnevezés arra utal, hogy az új iskolák Róma ókori művészetéből merítettek, másrészt Nyugat-Európa román nyelveinek kialakulásával való rokonságáról is árulkodik.

## Társadalmi háttér

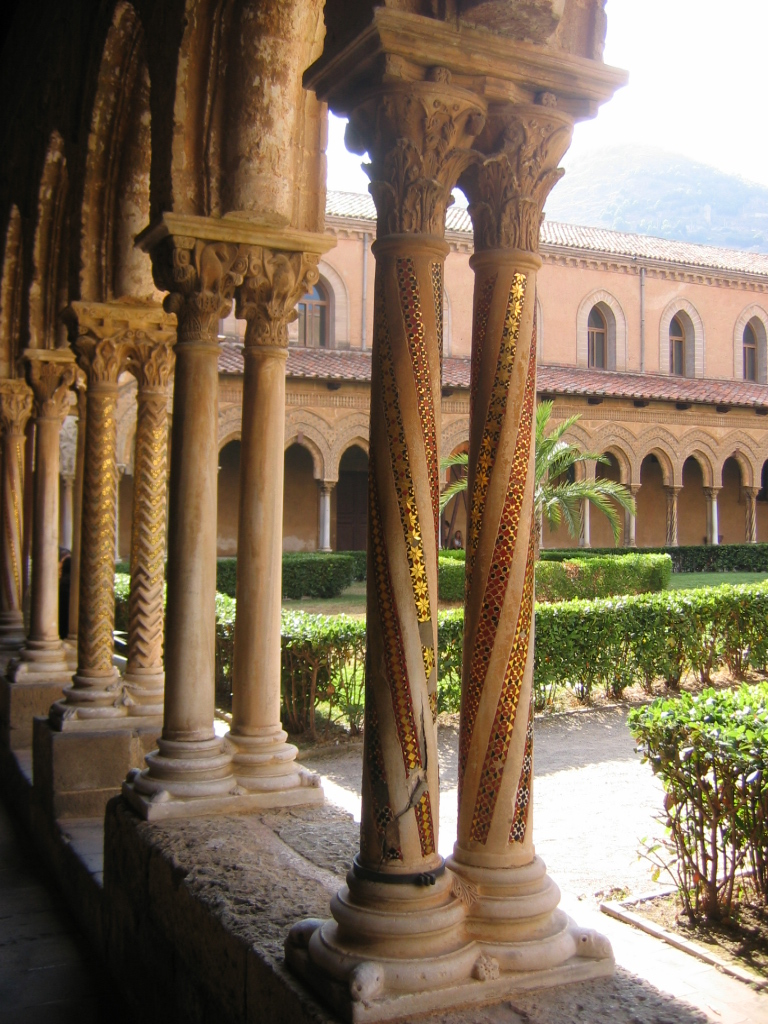
Monreale, kolostor

A római kori népeknél az Istenbe vagy a túlvilágba vetett hit nem mindig és nem mindenütt volt olyan ortodox, ahogy a keresztény papság szerette volna, bár az egyház tekintélyét csak elszórtan és időnként vonták kétségbe. Az egyházi doktrínák elfogadhatóak voltak, nem utolsósorban azért is, mert táplálták a hitet, hogy a gonosz cselekedet legalább a túlvilágon elnyeri büntetését. Aki alávetette magát az isteni törvénynek és az egyházi fennhatóságnak az az isteni kegyelem reményében élhetett. A körülmények igen kemények voltak mindenki számára, még a gazdagok sem tehették igazán kényelmessé életüket. Mindig a pillanatnyi körülményeknek megfelelően kellett élni, és azonnal reagálni a gyors helyzetváltozásokra. A legtöbb ember ugyanott élt és dolgozott egész életében, ki-ki a maga mesterségét űzve. A korai középkorban a kolostorok még világi közösségek voltak, csak a 9. században vált általánossá a szerzetesi élet beteljesítéseként a pappá szentelés. A szerzetesség és a világi hatalom nem jelentett teljesen elkülönült világot. A kolostorokba való felvételt adományokhoz kötötték, ami egyre gyakrabban tekintélyes földbirtok volt, így a kolostorok vagyona és tekintélye egyre nőtt. A kolostorok arisztokratikussá válásában rejlik hatalmas történelmi jelentőségük alapvető oka, ugyanis szegény és műveletlen szerzetesek képtelenek lettek volna jelentős kultúrateremtő tevékenységre. A templomok és kolostorok megbízást kaptak iskolák felállítására és azok számára megfelelő tanárok kiválasztására. A szerzetesek a legteljesebb gondossággal lemásolták a tanításhoz szükséges könyveket. Az ő szorgalmuknak köszönhető az ókor vallási és világi műveltségének fennmaradása. A középkori szerzetesség a rendtagok és kolostorok számában is kifejeződik. Clunyhez hatalma csúcspontján ezernél jóval több kolostor tartozott. A ciszterci rendnek egész Európára kiterjedő kisugárzása volt, a 12. századot „ciszterci korszak” néven is emlegetik. A keresztény törvény kötelezővé tette a vasárnapi munkaszünetet, és az egyház igyekezett számos egyéb ünnep megtartását is kötelezővé tenni. Ahogy a kolostorok egyre gazdagabbak lettek a szentmiséket is egyre nagyobb ünnepélyességgel tartották meg, ami különleges tereket igényelt. Ennek az igénynek eleget téve bontakozott ki a román kori művészet.

## Kezdetek

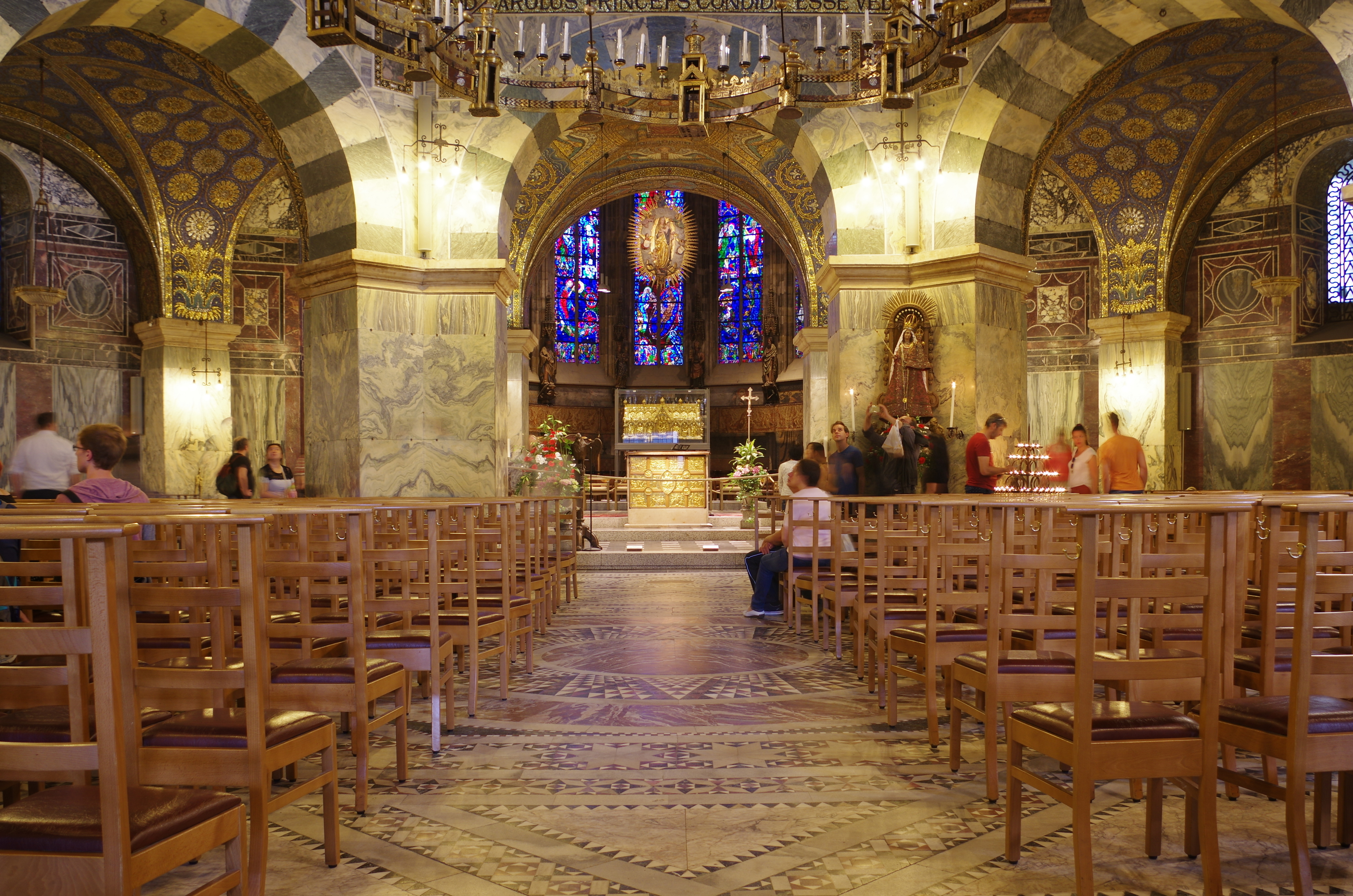
Aachen, palotakápolna

A romanika művészetének kialakulására nagymértékben hatott a Karoling-korszak művészetének és kultúrájának tekintélyére, amelynek nyomát néha felfedezhetjük a legrégebbi román stílusú épületeken. A román kori művészet legfőképp a volt Nyugatrómai Birodalom területén alakult ki, Itáliában (jelentős bizánci hatással keveredve), Provence-ban, a spanyol határterületeken, a Rajna-menti német területeken, és Britannia egy részén (erős kelta hatással).
A Karoling-kor vége az ezredforduló környékére tehető. Ekkor virágzásnak indult a szerzetesi életforma, és valóságos építési láz tapasztalható. Az építészeti technikák tökéletesedtek, újra feléledt az érdeklődés a klasszikus díszítőművészet iránt. Rövid időn belül számtalan új épületet emeltek, ezeknek túlnyomó többsége templom. A román kori műalkotások összessége, a templomok, a kőbe faragott épületplasztikák, az Utolsó ítélet és a pokol jelenetei, a feszületek és a Krisztus kereszthalálára emlékeztető szertartási tárgyak egy halotti kultusz benyomását keltik.

## Egyházi építészet

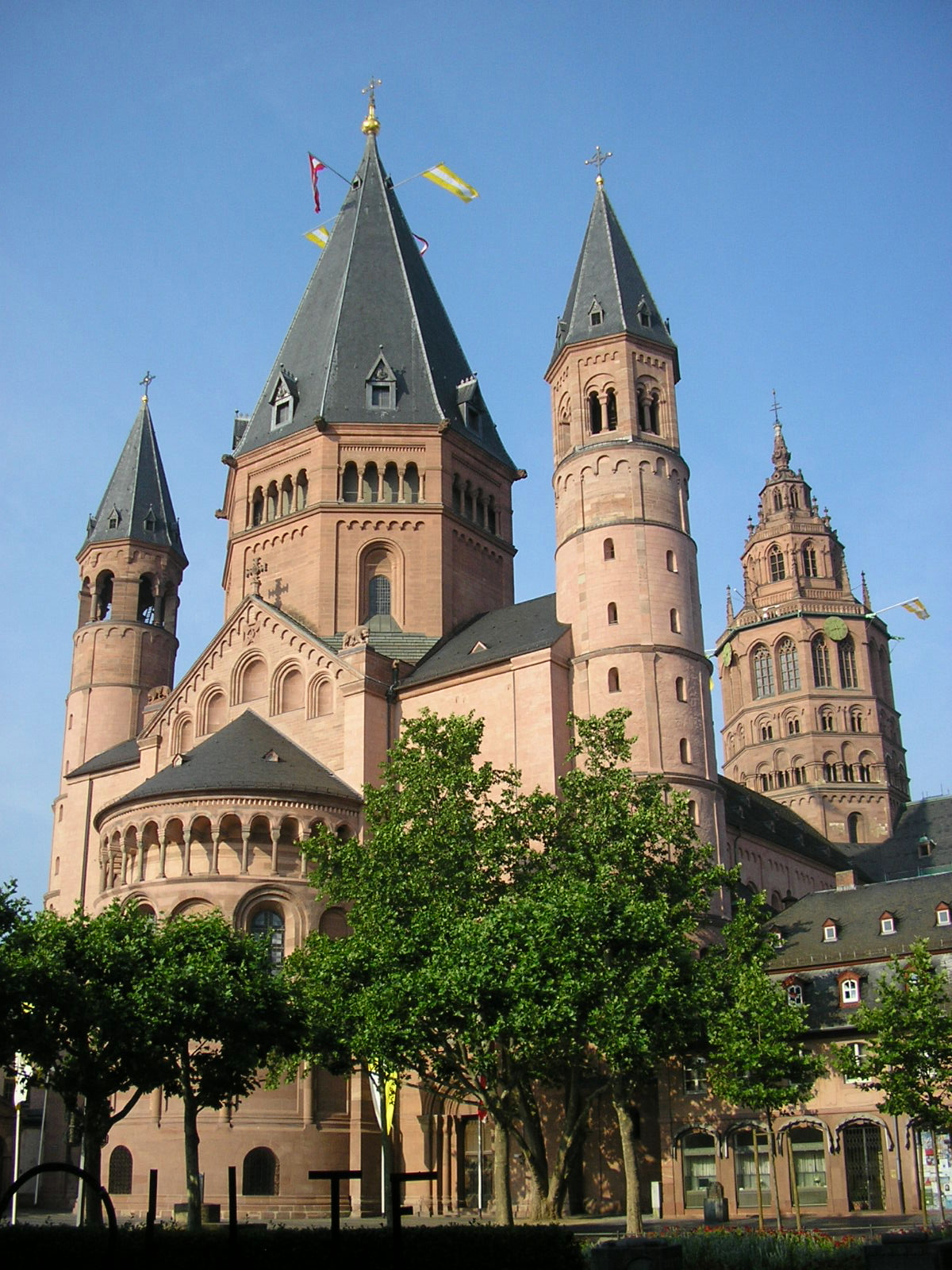
Mainz, székesegyház

A román stílusú építészet legmeghatározóbb elemei a templomok és kolostorok, megjelenésük a harcos egyház, a belviszályoktól és külső fenyegetésektől gyötört kereszténység jegyeit tükrözi: zömök formák, vastag falak, lőrésszerű ablakok. A stílusjegyek a korai keresztény, valamint a karoling építészetet ötvözik. A középkori egyházi építészet előképe az ókeresztény bazilika, amelynek jellemzői a középen kiemelkedő főhajó és az oldalt elhelyezkedő alacsonyabb mellékhajók. A román stílusú templomokra jellemző az egyes térrészek világos elrendezése. A templom alkalmanként erőd is volt, a helyi lakosok ellenséges támadás esetén a környék egyetlen kőépületébe menekültek és oda menekítették kincseiket is. A tömör, vastag falak, a kis résszerű ablakok a kor fegyverei ellen biztos védelmet nyújtottak. Nagy részükre jellemző a boltozatok hangsúlyozása. Az antik arányrendet vagy nem ismerték, vagy nem tartották tiszteletben, így a templomokat olyan magasra építették, amennyire statikailag lehetséges volt.
A templomok nagy része kolostorokhoz tartozott, tájolásuk kelet-nyugati irányú. A kerengőt általában a templom déli fala mellé építették így nem árnyékolta be az épületet. A templomok építésénél legelőször az alapokat fektették le néha nedves, kis teherbírású talajba, hatalmas mennyiségű emberi munkaerő felhasználásával. A korabeli építészeknek meg kell küzdeniük a rossz talajviszonyokkal, hirtelen omlásokkal és a komoly esőzésekkel. Az alapozás után be kellett szerezni az építőanyagokat. Sokszor kőfejtőnek használták az antik műemlékeket. Gyakran az építtető törődött az építőanyag beszerzésével, sokszor az uralkodók személyesen foglalkoztak az anyagellátással. Ezután láttak munkához a kőfaragók, a szobrászok, az ácsok, a kőművesek és segítőik. A művészek majdnem mindig névtelenek maradtak, csak az építtetők neve maradt fenn az utókorra. Egy román kori templom óriási erőfeszítések, komoly veszélyek között készült el. Az egész lakosság részt vett az építkezésben, úgy gondolták, hogy aki építőanyag adományozásával vagy munkával közreműködik, részese lesz az isteni kegynek.

## A román stílusú templom alkotórészei és épületelemei
|            |        |        |
| Előcsarnok | Főhajó | Apszis |
|            |        |        |

- narthex vagy átrium: a templom előcsarnoka, már az ókeresztény templomépítészetben is megtalálható, általában nem fedett épületrész.
- a nyugati szárny vége, amiből gyakran fedett előcsarnokot alakítottak ki
- a homlokzat általában nyugat felé tájolva
- főhajó

|             |          |             |
| Mellékhajók | Négyezet | Kereszthajó |
|             |          |             |

- mellékhajók
- négyezet és a felette emelkedő négyezeti torony
- négyezetből kiinduló kereszthajó
- a kórus vagy szentélynégyszög
- a kórushoz csatlakozó apszis
- a szentélykörüljáró, amelyből esetenként kápolnák nyílnak

|       |                   |          |
| Kórus | Szentélykörüljáró | Kápolnák |
|       |                   |          |

A szentélykörüljáró helyett előfordulnak apszisok is, amelyek a mellékhajó meghosszabbításában a főapszis mellett, a templom keleti végén helyezkednek el. A szentélykörüljáró a gótika kápolnakoszorúinak előzményeként foghatók fel. Kéttornyos és egytornyos homlokzat is előfordul, a templom elé épített előcsarnok ritkább. A szentélyben, amely eredetileg csak apszisból áll, találjuk az oltárt, amit többnyire magasabb padlószinttel és korláttal vagy magas szentélyrekesztővel különítettek el. A szentélyrekesztő előtt gyakran cibóriummal fedett népoltár áll. A román kori templomok jellegzetessége a kúpos torony, illetve toronypár. 
A templomok tér elrendezése lehet hosszanti vagy centrális.

### Hosszanti elrendezésű épületek

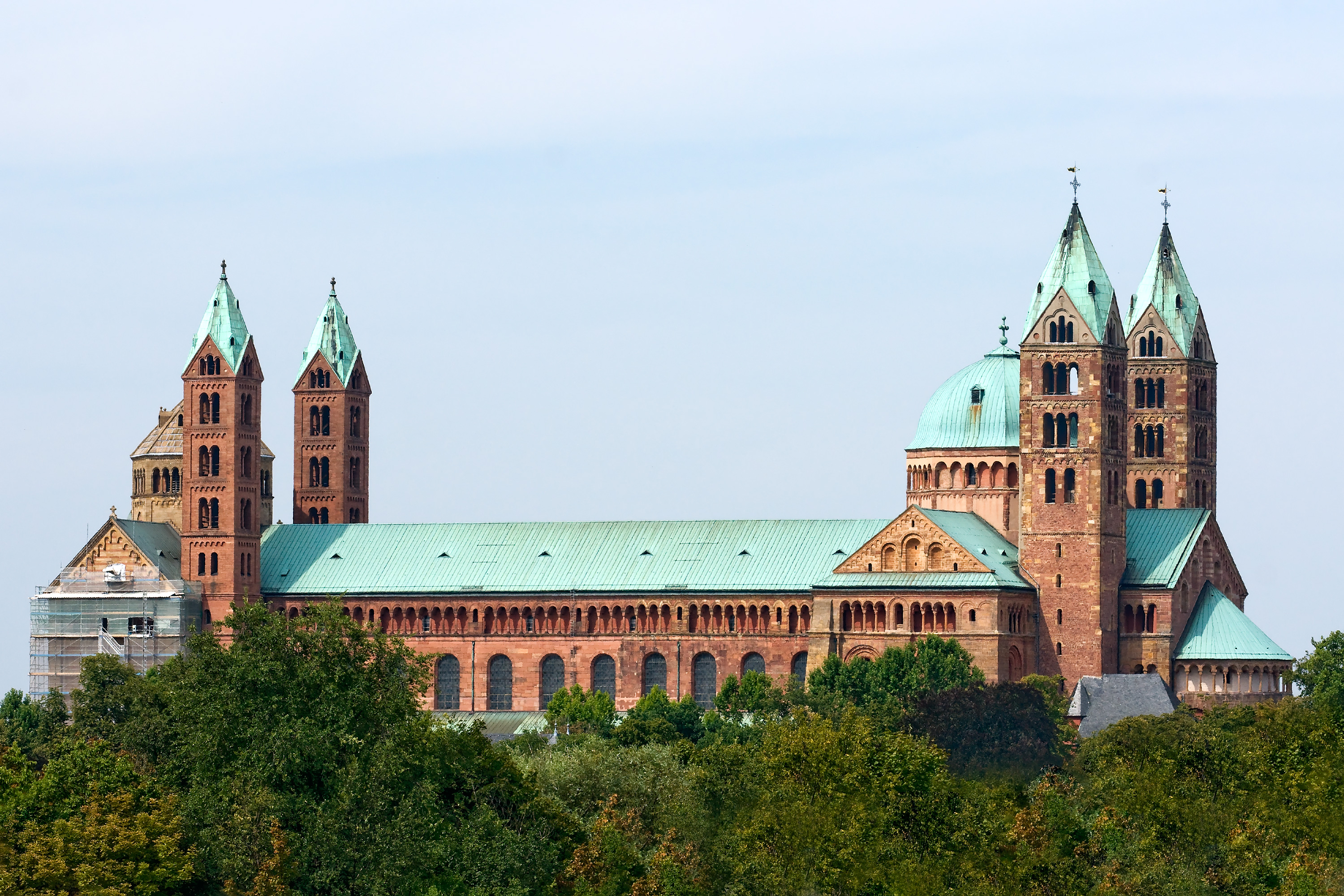
Speyer, székesegyház

- bazilika : a leggyakrabban előforduló román kori épülettípus. A középhajó általában annyival magasabb, mint az oldalhajók, hogy a templomteret a gádorfalba vágott ablakokkal világították meg. (Hildesheim, St. Godehard templom)
- teremtemplom: a kora középkori háztemplom egy továbbfejlesztett változata. Az apszis nem ugrik ki az épületből, a belső térben nincsenek oszlopok, a falakba nagyméretű ablakokat vágtak (Schortens-Sillenstede templom)
- csarnoktemplom: a három hajó azonos magasságú, a templom megvilágítását az oldalfalakba vágott ablakokkal oldották meg. Főleg Európa délnyugati területein elterjedt templomfajta.
- álbazilika: az álbazilika mellékhajói kissé alacsonyabbak, mint a főhajó, de nem annyival, hogy gádorfalakat alakítsanak ki, így az épületek megvilágítását ennél a típusnál is csak a falakba vágott ablakokkal lehetett megoldani. A csarnoktemplom egyik változatának tekinthető. Ez a templomtípus is Európa délnyugati területein, főleg Poitouban gyakori. (Poitiers, St. Pierre)

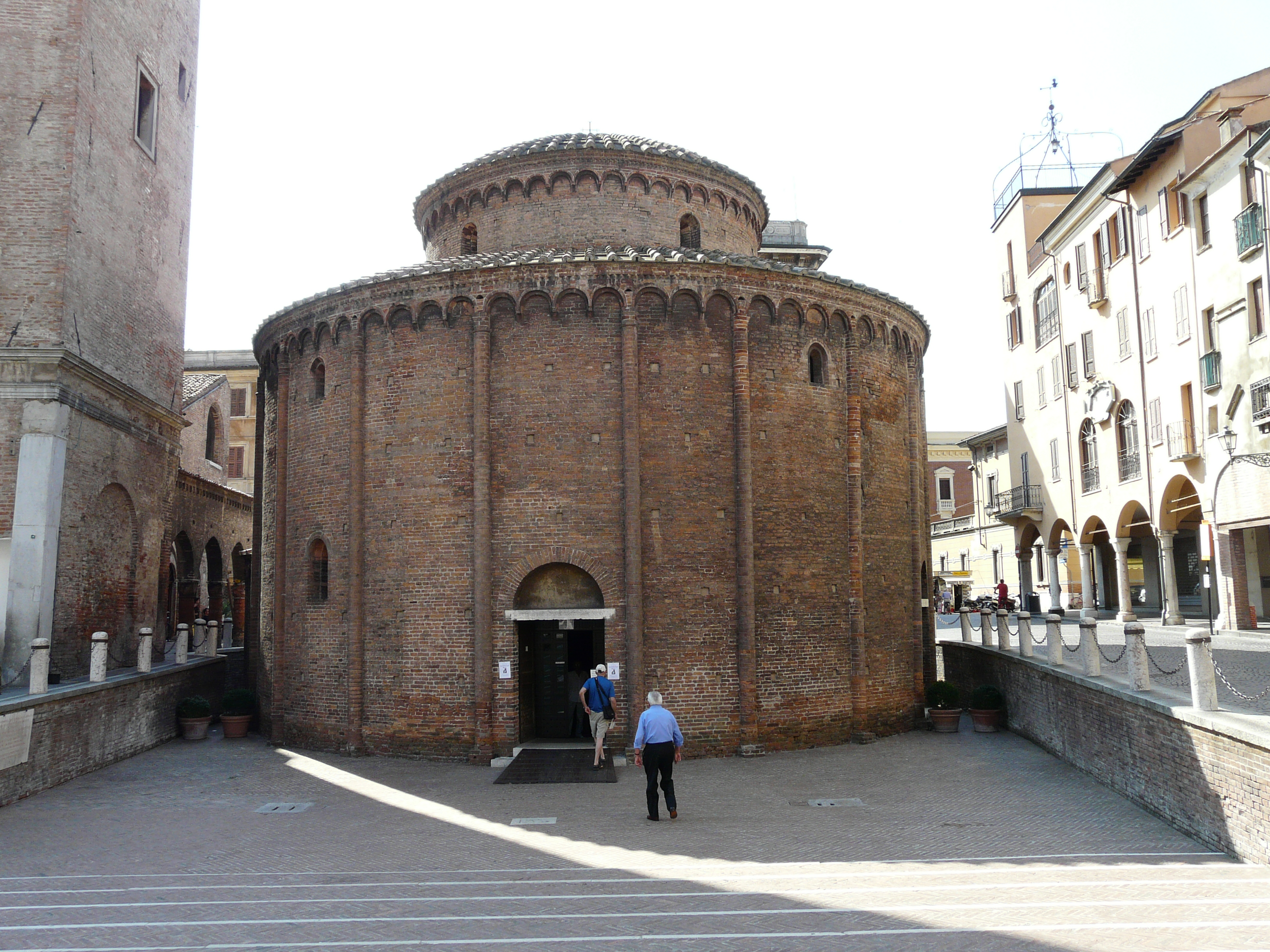
Mantova, San Lorenzo templom

### Centrális elrendezésű épületek
A centrális épület minden eleme egy középponthoz igazodik, az alaprajz lehet kör-, négyzet-, sokszög alakú. Az apszisok, kápolnák és kapuzatok legtöbbször az alaprajz részei. A centrális templom lehet:
- nyolcszög alaprajzú (Aachen, palotakápolna)
- sokszög alaprajzú (Drüggelte, kápolna)
- kupolás körtemplom (Mantova, San Lorenzo)
- négykaréjos alaprajzú (Montmajour apátság, Saint Croix)
- kombinált alaprajzú (Gravedona ed Uniti, S. Maria del Tiglio)

### Nyugati homlokzat
A román kori templomok gyakran erődítményszerűek, melyet a tornyos homlokzat még jobban kihangsúlyoz. A homlokzat az épület legdíszesebb oldala, itt található a kapuzat. Tagolása változatos, a kaput sokszor bonyolult díszítésekkel emelték ki. A homlokzat lehet keresztmetszeti, ilyenkor szerkezetéből következtetni lehet a belső tér alakjára, vagy elleplező, amikor eltakarja az épület belső körvonalait.
A homlokzatok típusai:
- torony nélküli homlokzat
- egytornyos homlokzat
- kéttornyos homlokzat
- háromtornyos homlokzat
- nyugati kereszthajó-homlokzat középtoronnyal
- apszisos, tornyos homlokzat

### Keleti homlokzat

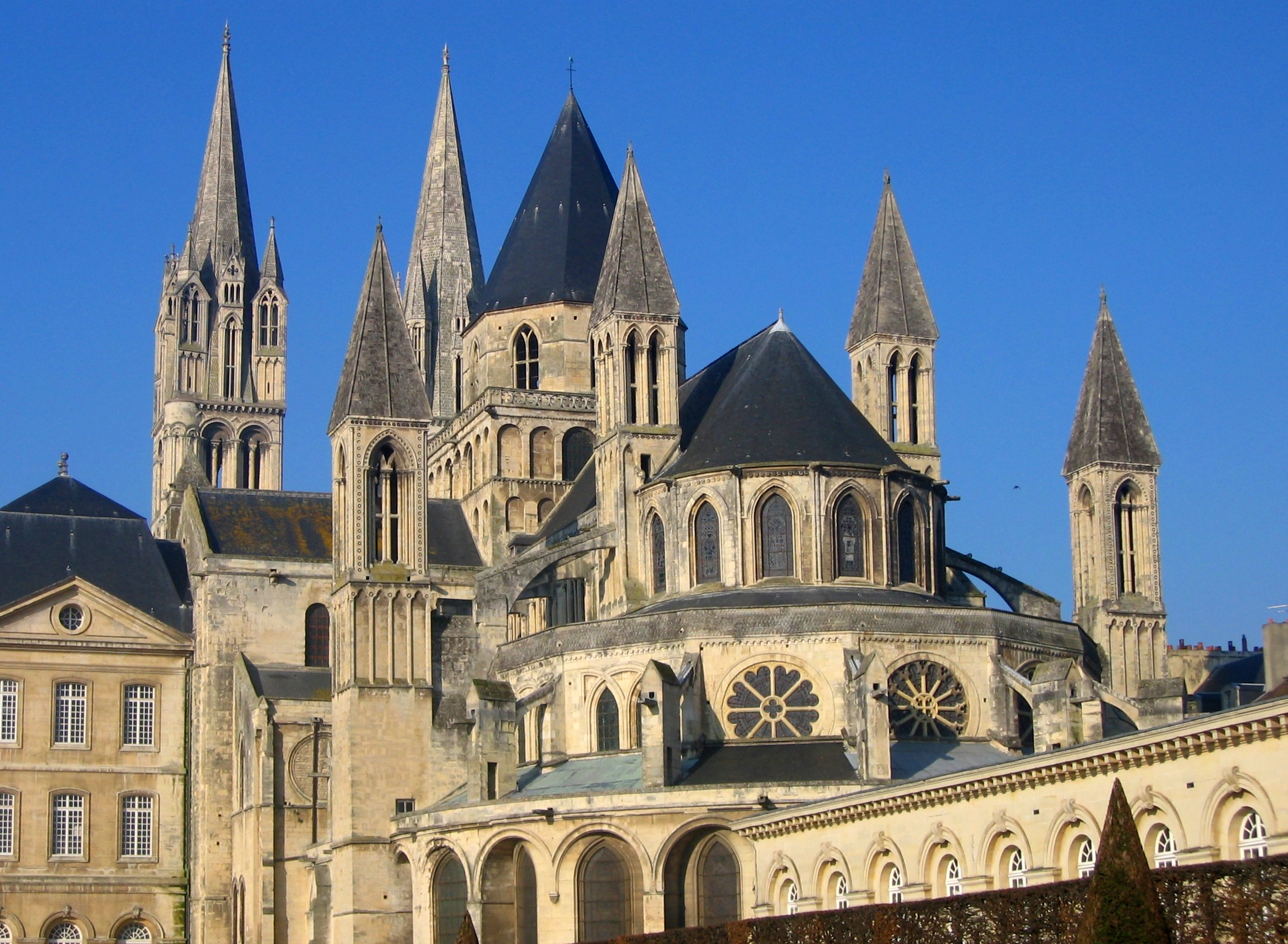
Caen, Saint-Etienne apátsági templom, keleti homlokzat

Eredetileg a kórusból, a kóruskörüljáróból és a szentélykörüljáróból állt. Később gyakran félköríves kápolnákat építettek hozzá, ezek az ún. szentélykörüljáró-kápolnák. Ezenkívül a keleti homlokzathoz tartozhatnak még mellékapszisok, a kórushoz időnként újabb kereszthajót építettek, amelynek négyezete fölött emelkedik a kóruskereszthajó tornya.
A keleti homlokzat típusai:
- lépcsőzetes szentély
- főapszis mellékapszisokkal
- szentély öt apszissal
- sokszögű apszis
- szentélykörüljáró és kápolnakoszorú
- szentélykörüljáró három apszidiolával
- szentélykörüljáró és sugárkápolnák

### A templombelső

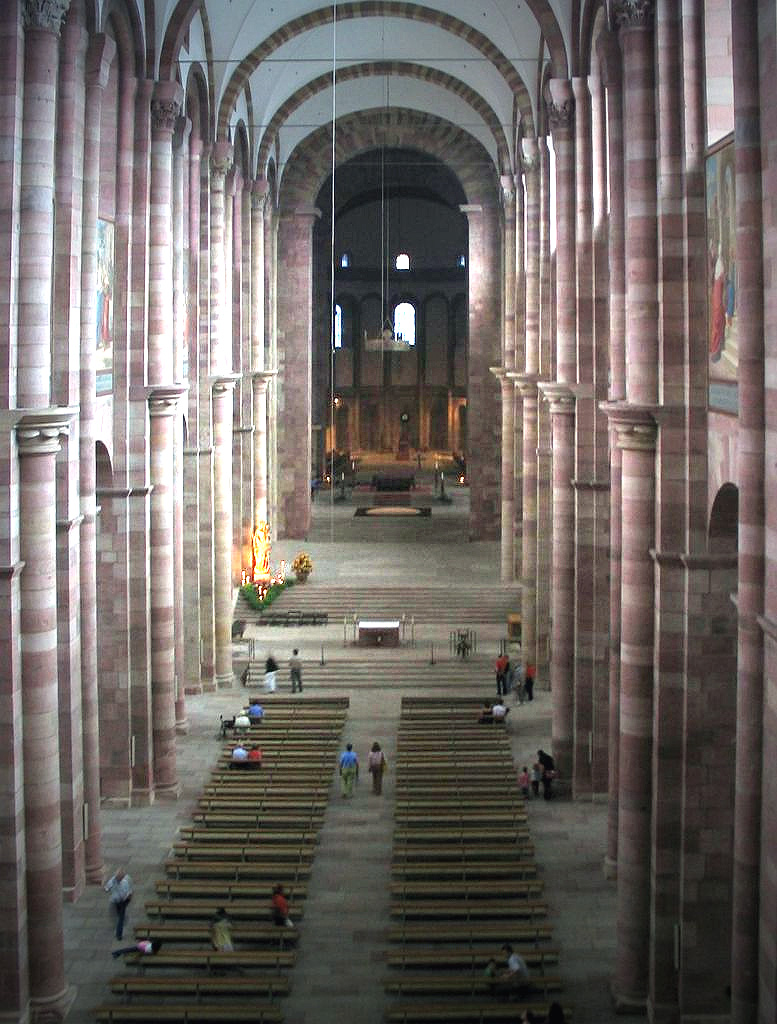
Speyer, a székesegyház főhajója

A templomokban a középhajó falát gyakran többszintesre építették. Az árkádok fölött egy vagy több karzatot alakítottak ki az épület méretétől függően, a gádorfalba ablaksorokat vágtak. A felépítménynek négy típusát különböztetjük meg:
- egyszintes felépítmény
- kétszintes felépítmény
- háromszintes felépítmény
- négyszintes felépítmény

### A boltozat és a kupola
Az ókeresztény bazilikában alkalmazott síkfödémet fokozatosan felváltotta az egyszerű dongaboltozat. A főhajó és a kereszthajó találkozásánál keresztboltozatot hoztak létre, a találkozási pontokat bordákkal erősítették meg. Kupolákat általában a négyezetek fölé építettek. A boltozat típusai:
- dongaboltozat
- csúcsíves dongaboltozat
- keresztboltozat

A kupolákból háromféle típust különböztetünk meg:
- sarokfülkéken, illetve csegelyeken nyugvó kupola
- kupoladobon nyugvó kupola
- bordás kupola

### Kapuzatok és ablakok

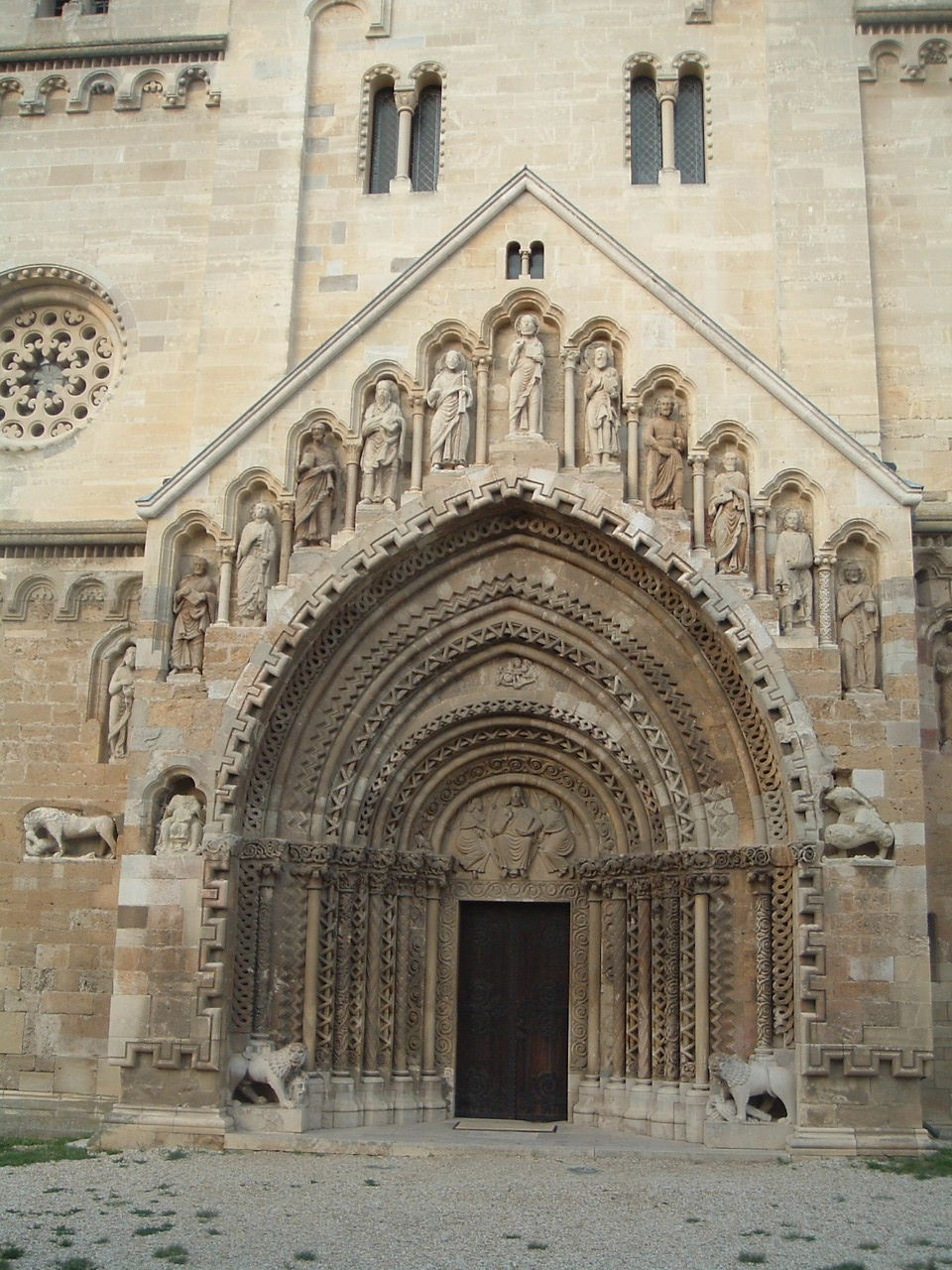
Jáki templom, főkapu

A kapuk esetében nagyszámú és sokféle változatról beszélhetünk, mind építészeti, mind díszítési szempontból. A kapuzat lehet:
- egyszerű félköríves
- bélletes
- oszlopos

A román stílusú ablakot tekinthetjük a kapuzat lekicsinyített másának. A ablak típusai a következők:
- egyszerű félköríves
- félköríves ikerablak
- bélletes félköríves ablak, amelynek változata lehet
  - egyszerű legyezőablak
  - ötrészes legyezőablak
  - négykaréjos ablak
  - hosszúkás négykaréjos ablak
  - száras lóhereablak
  - félkerékablak

### Pillérek és fejezetek

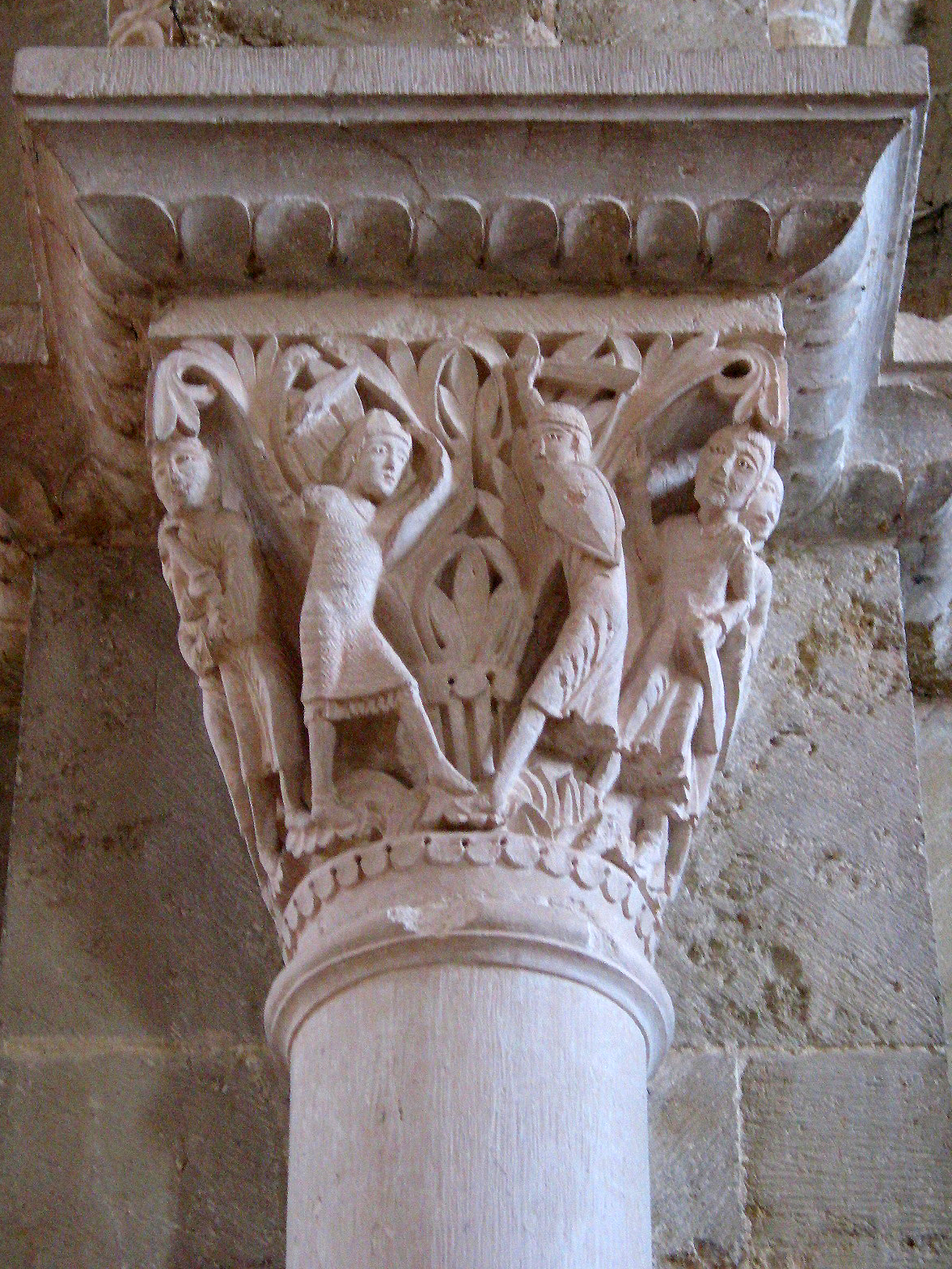
Vézelay, Sainte-Marie-Madeleine apátsági templom, figurális fejezet

Az épület súlya a pillérekre nehezedik, az oldalnyomást a falak és az esetleges támpillérek fogják fel. Keresztmetszetük szerint a pilléreknek öt típusa van:
- körpillér
- négykaréjos pillér
- keresztpillér
- pillér féloszlopokkal
- pillérköteg

A román kori legkorábbi oszlopfejezet valószínűleg a piramisfejezet volt, majd díszítése fokozatosan egyre bonyolultabbá vált, így végül eljutottak a figurális fejezetig. Az oszlopfejezeteknek öt különböző formáját különböztetjük meg.
- piramisfejezet
- kockafejezet
- ión fejezet
- díszfejezet
- figurális fejezet

## Világi építészet
A román kori világi építészet legfontosabb feladata volt, hogy lakás és védelem céljára készült épületeket hozzon létre. Ez a megerősített városokban és várépületekben valósult meg. Az uralkodók a korai középkorban nem állandó helyen laktak, az év folyamán sorra keresték fel székhelyeiket. Ezeken a székhelyeken palotákat emeltek nagy csarnokkal, kápolnákkal, átriumokkal. A palotákhoz kapcsolódó, az udvartartást ellátó gazdasági épületegyüttesek elrendezése római, bizánci és germán hagyományokat követ.

### Várépítészet

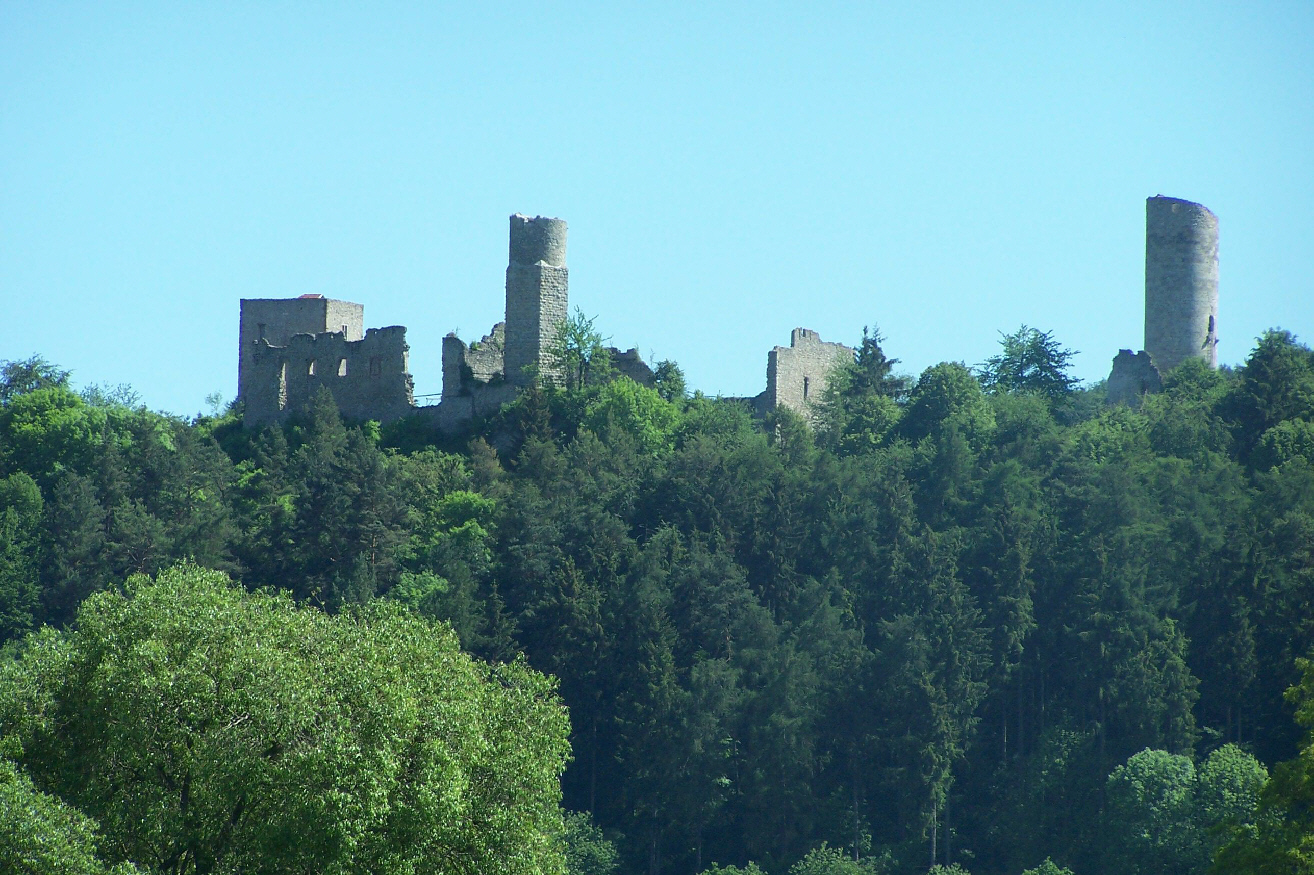
Brandenburg, várrom

Várépítésnél az épület alakját a táj határozta meg. A sík terepen lévő várat vizesárok védte, a hegyre épített várat meredek lejtők. A gyűrűs vár, amely körkörösen elhelyezett házakból és falakból tevődik össze olyan helyen épült, ahol minden oldalról védeni lehetett. A várépítészetben a 12. századra alakulnak ki a nagyszabású létesítmények. A legelterjedtebb típus a hegytetőre épített fellegvár, ez volt egy vár számára a legbiztonságosabb elhelyezkedés. Ebben az esetben a védőfal belső oldalához építették a lakó- és gazdasági épületeket. A váron belül a többnyire szabadon álló öregtorony végső menedékül szolgált az ellenséges támadások esetén, felső szintjeit lakásra alkalmasnak alakították ki. A dísztermek és a lakóhelyiségek az ún. palotaszárnyban kaptak helyet a legbelső udvarban. A dísztermeket reprezentációs céllal alakították ki, ezért gazdagon díszítették. Ezenkívül a várakban volt egy várkápolna is. Ez az alapvető épületegyüttes minden román kori várban megtalálható. Világos alaprajzú formákra törekedtek ezenkívül teljes mértékben igazodtak a helyi adottságokhoz.
A falak kezdetben aránylag vékonyak, karcsúak. Koronájukon az őrség számára kialakított járót kívülről keskeny nyilazó lőrésekkel áttört, pártázatos mellvédfal szegélyezi.
A vár bejáratát kaputorony védi. Innen a később külön fallal övezett belső várudvar bejáratáig külső és belső várfallal közrefogott falszorosban (Zwinger) az út többszörösen megtört nyomvonalon vezet, hogy a támadók nehezebben tudjanak előre nyomulni.

### Városépítészet

San Gimignano, lakótornyok

A késői román korban jelentőssé vált a városépítészet. A 12. század elejéig a városok általában tudatos tervezés nélkül fejlődtek. A 12. század elejétől a legjelentősebb családok városokat alapítottak, amelyeket átgondolt tervek alapján építettek fel. A városszerkezet központjában egy széles piacutca vagy két, egymást derékszögben metsző főút állt. Ezek végére építették a városkapukat. A román kori időszakból kevés lakóépület maradt fenn, ami ma látható azoknak túlnyomó többsége lakótorony. A városok falának megépítése után hamar kitöltötték a rendelkezésre álló teret. Szűk utcák jöttek létre lakótornyokkal, a kis tereket körbeépítették. A városokban, ahol nem volt fontos, hogy minden épületet külön védjenek a támadások ellen, az építészek fő törekvése a homlokzatok díszítése volt árkádokkal, galériákkal és ablakokkal. Az egyházi és világi építészet mellett a kor építőmesterei más technikai feladatokat is meg tudtak oldani: malmokat, csatornákat, utakat, hidakat építettek. A várakban található kápolnák ablakait szenteket ábrázoló festményekkel díszítették.

## Szobrászat

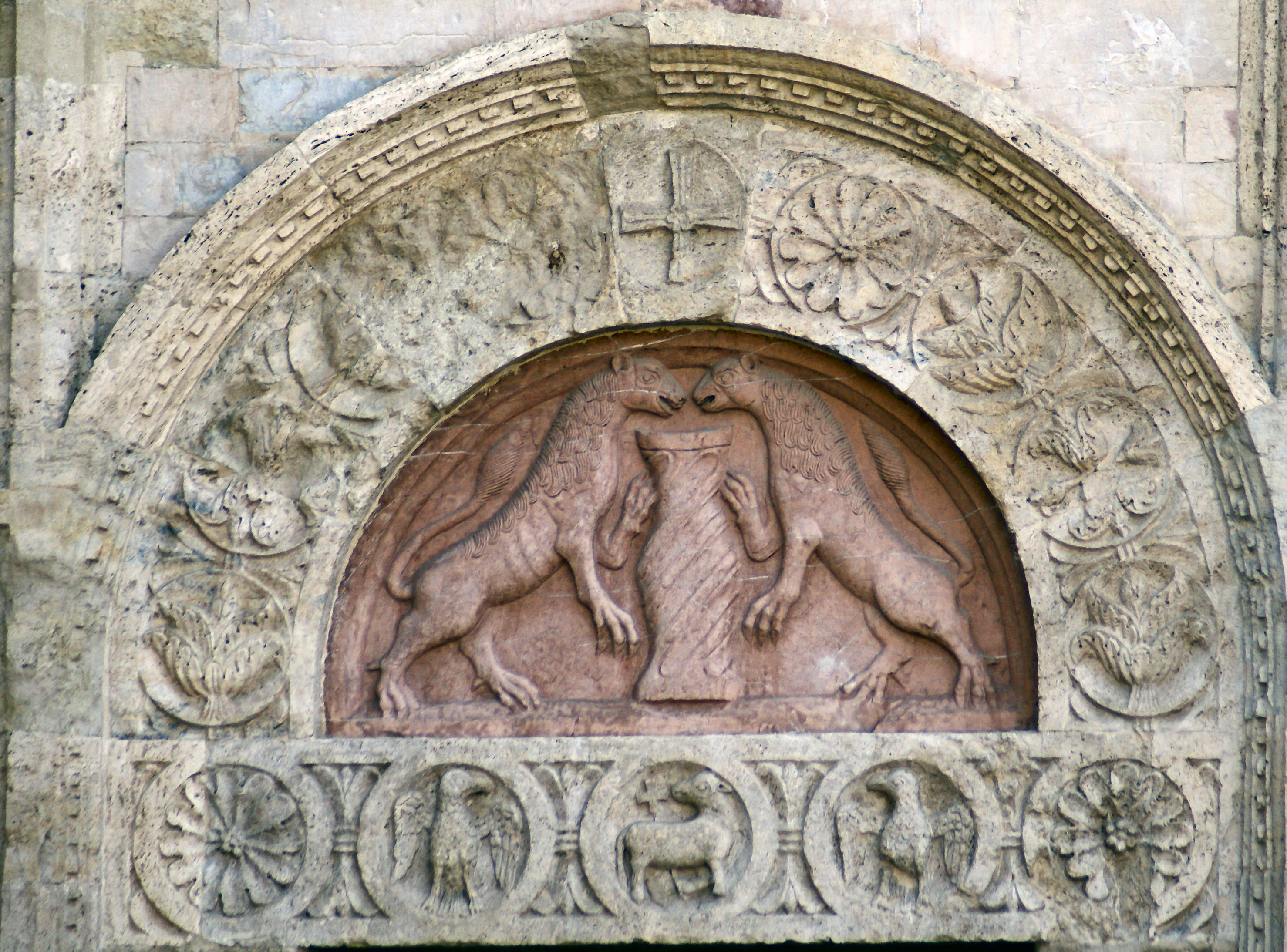
Assisi, San Rufino, dombormű

Az ezredforduló körüli nagyszabású építkezések teremtették meg a román kori szobrászat feltételeit, ugyanis az kevés kivételtől eltekintve az épületekhez kapcsolódik. A román kor szobrászata épületplasztika, elsősorban dombormű. A dombormű lehet lapos, fél-, vagy magas dombormű. A lapos dombormű a korai román korra jellemző. Formai és tartalmi tekintetben a romanika szobrászata a vallásos hagyomány alapján alakult ki. A formák merevek, az ábrázolások hangsúlyozottan ünnepélyesek. A szobrászok általában névtelenek maradtak, de főleg Franciaországból, Spanyolországból és Itáliából kerültek elő szignatúrák. Valószínűleg azért nem tüntették fel nevüket alkotásaikon, mert a kevésbé megbecsült mesteremberek közé tartoztak. Ott ahol komolyabb gazdasági vagy társadalmi fejlődés következett be nőtt a művészek öntudata és nagyobb számban szignálták műveiket. Sok esetben csak stílusjegyeik alapján lehet felismerni egy alkotó műveit, anélkül, hogy a művész nevét ismernénk. Az alkotók azonosításához a kutatók ilyenkor szükségneveket vesznek igénybe, ami általában a művész valamelyik főművének őrzési helye.

### A középkori templomkapu

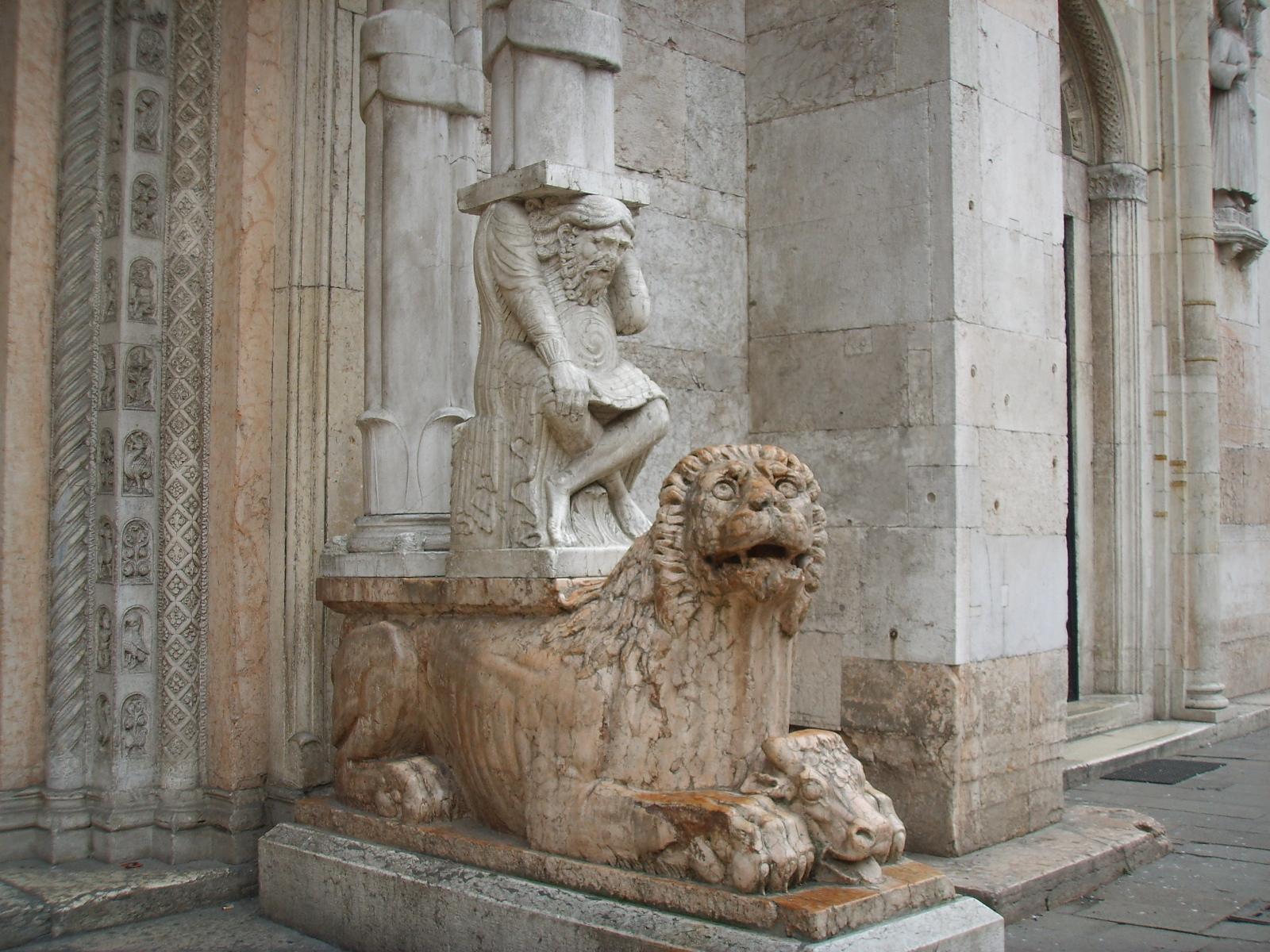
Ferrara, a dóm kapujának részlete oroszlánnal

Az egész középkorban a templomkapuk előtt zajlottak a világi és egyházi tárgyalások, ítélethirdetések. A szokás kialakulását egészen a Karoling-korig lehet visszavezetni. A kaput sokszor vörösre festették, ez nyilván az ítéletvégrehajtáskor kiömlött vérre utal. A vörös a bírák színe is volt, az Utolsó ítélet ábrázolásokon Krisztus vörös köpenyt visel. A kapukon megjelenő oroszlánok is a bíráskodásra utalnak. Az ószövetségi Salamon trónusát oroszlánok őrizték, és mivel ő volt a bírák példaképe, az oroszlánokat az igazságszolgáltatás szimbólumának tekintették. A kapuk előtt volt az eskütételek színhelye is. A középkorban a kapu védelmet nyújtott, a menedékjog akkor lépett életbe, ha a bajbajutott megfogta az ajtókarikát. Házassági és egyéb szerződéseket is kötöttek a templomkapuk előtt, sőt a házasságot is ott kötötték meg, és csak utána vonultak be a templomba. Ezenkívül a kereskedelmi szerződések megkötésének is ez volt a színhelye, gyakran a hivatalos mértékegységeket is felvésték a kapuk oldalára.

### Az Utolsó ítélet ábrázolása

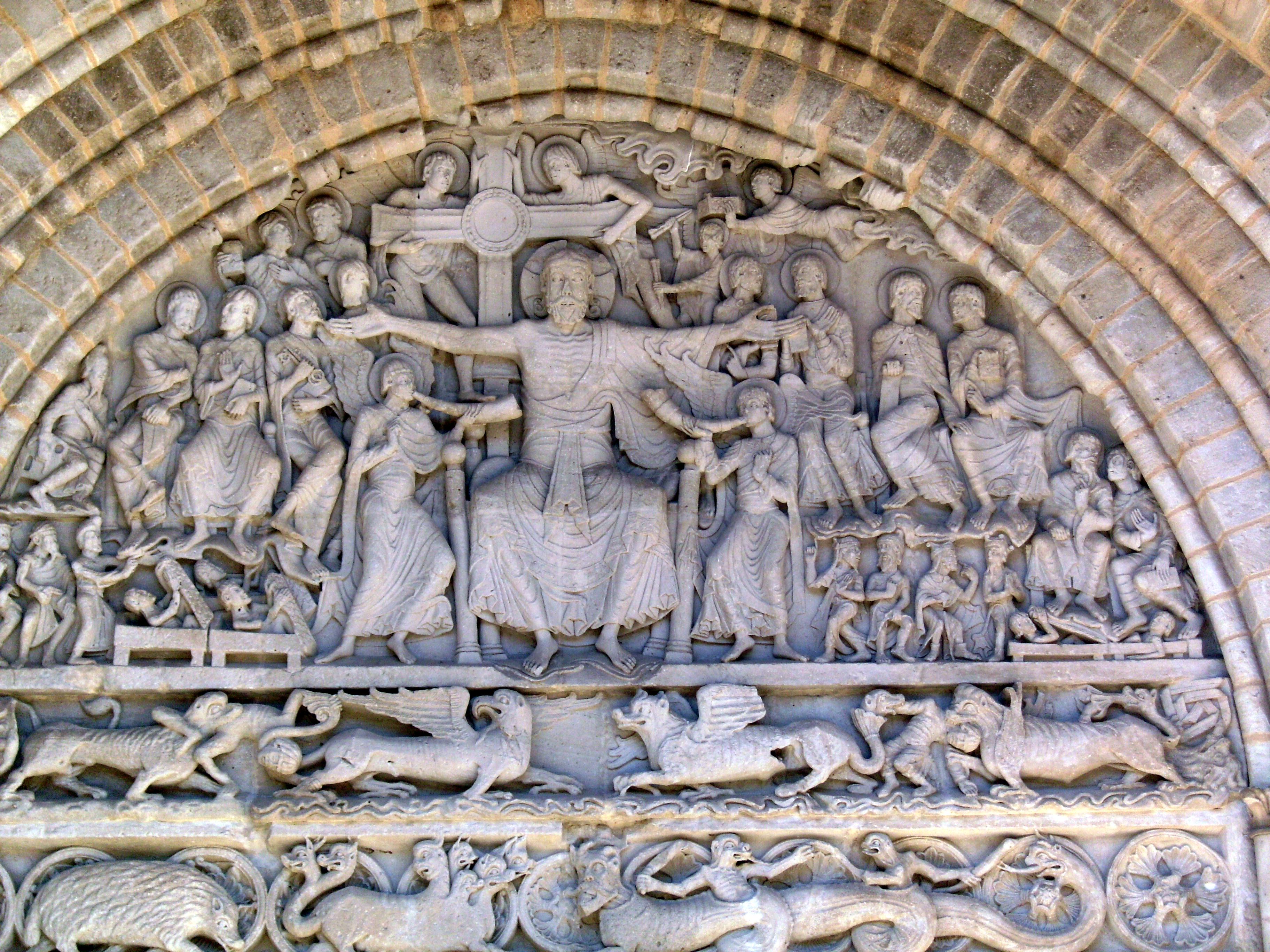
Beaulieu-sur-Dordogne, Saint-Pierre apátsági templom, Utolsó ítélet

A templomkapu felett kialakított orommezőbe faragott domborművek fő témája az Utolsó ítélet. A templomba belépő középkori hívőt a világ végének látványa fogadta. Az ábrázolásokon középen Krisztus trónol, általában mandorlában, ahogy a túlvilágot paradicsomra és pokolra osztja fel. A világnak ez a szétválasztása jóra és gonoszra rányomta a bélyegét az egész középkor keresztény művészetére. Esetenként Krisztust széttárt karral ábrázolják, ami kereszthalálára utal, vagy felemelt kézzel, ahogy pokolra küldi az elkárhozottakat. Krisztus alakján kívül még számos mellékalak kap helyet ezeken a jeleneteken, amik általában túlzsúfoltak. Gyakoriak a harsonát fújó angyalalakok, egyes helyeken Mária is megjelenik ítélőtársként. Az ábrázolásokon a paradicsom rendjét élesen szembeállítják a pokolban uralkodó káosszal. Gyakran jelennek meg állatalakok, és nehezen értelmezhető szörnyfigurák. Időnként a pokol kapujának ábrázolására a Leviatánt - a föníciai mitológiából származó szörnyet- faragták, ahogy elnyeli és pokolra küldi a bűnösöket. A lelkek mérlegelése is gyakori motívum, ami nyomatékosítja, hogy a végítéletről van szó, amikor már nem lehetséges a megbánás.

### Az oszlopfők

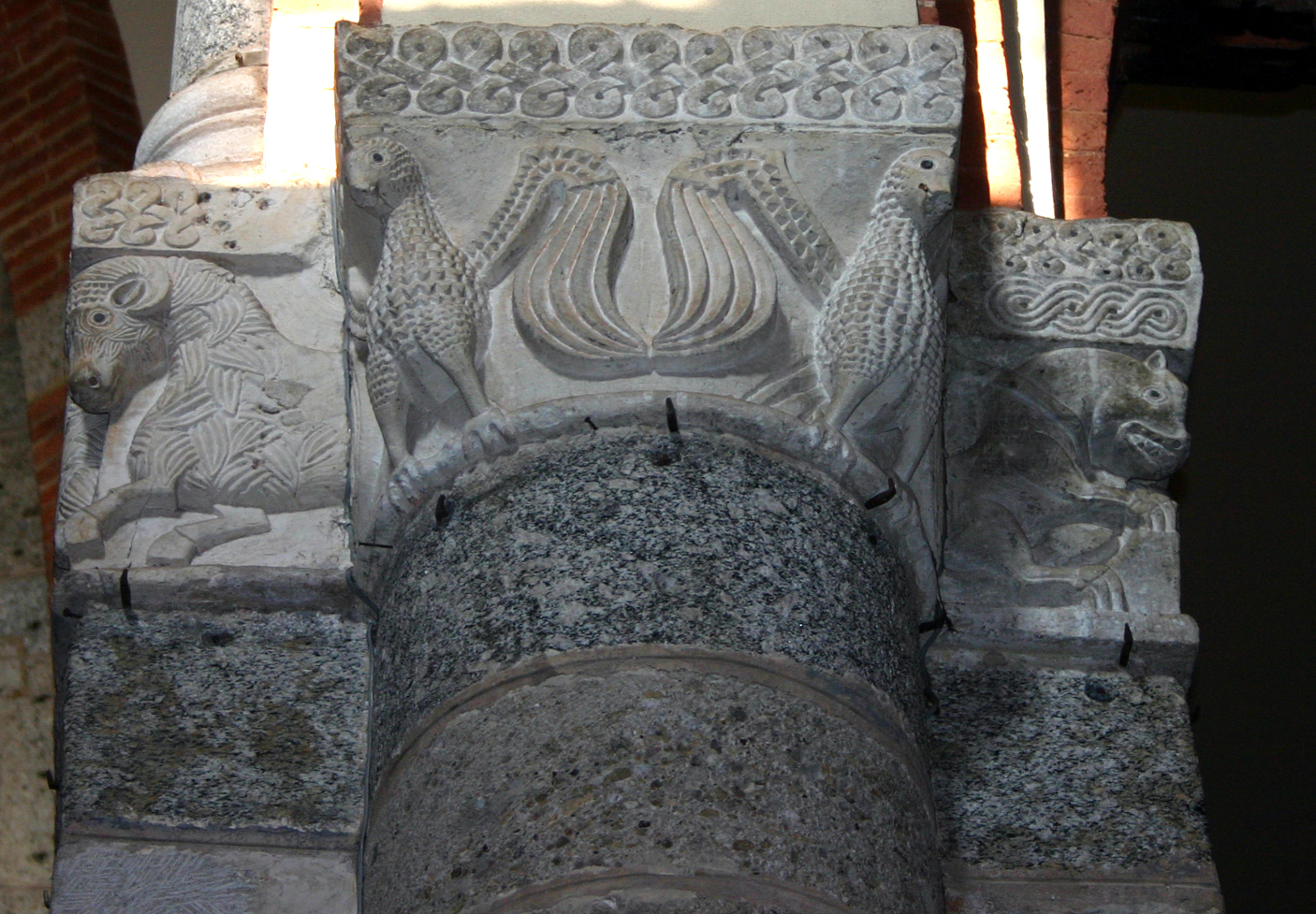
San Ambrogio, állatalakos oszlopfő

Az oszlopfők faragványainak nagy része a mai ember számára nehezen értelmezhető. Gyakoriak az állat alakú faragványok, mellettük sokszor rejtélyes figurák tűnnek fel. Eredetük egészen Elő-Ázsiáig és Afrikáig követhető nyomon. Közvetlenül az antikvitásból is vettek át motívumokat. Amíg a kapukon Isten jelenlétét ábrázolták addig a templom belsejében bonyolult jelképrendszerrel mutatták be, hogy a sátán és a kísértés mindenütt jelen van. Ha a középkori hívő belépett a templomba azonnal találkozott az oszlopfőkre faragott gonosszal. Az állatalakos oszlopfők különösen Franciaországban terjedtek el, a harcoló vagy csak egymásba gabalyodó figurák között időnként emberalakok is megjelennek. Az oszlopfőkön gyakran ábrázolnak vándorló mutatványosokat. Társadalmon kívül álló emberek voltak, a vásárokban megcsodálták képességeiket, de közben megvetették őket, akrobatikus mutatványaikat a démontól való megszállottságnak tulajdonították, ezért kerültek rá az oszlopfőkre. Sok román kori fejezeten embereket láthatunk kígyózó indák között, amelyeket a sátán fegyverének tartottak. Ezeknek az ábrázolásoknak gyakran van szexuális jelentése is. Az alakok nem maradnak rejtve, hanem az épület kitüntetett helyeire kerültek, oda, ahol a belépő hívő azonnal észrevette. A román kori szobrászatban meghökkentő számban találunk mezítelen ábrázolásokat. A mezítelen női alakok, hosszú hullámos hajjal a bűn megtestesítői. Ezeket a nőalakokat sokszor a fösvénységgel és bujasággal is azonosították, ez a román kori szobrászat egyik újítása a társadalmi változások lenyomata. Az oszlopfőkön ezenkívül gyakran ábrázoltak jeleneteket a szentek életéből.

## Festészet
A román kori festészet kezdetét az építészetével és a szobrászatával együtt az ezredfordulóra teszik. A falfestészetből nagyon kevés és rossz állapotú emlékanyag maradt az utókorra. A kutatók egy része a Karoling- és Ottó-kori alkotásokat is a román kor festészetéhez sorolja, főleg azért, mert a nagy szerepet játszó könyvfestészet alkotásaiból ezekből a korokból számos, jó állapotú kézirat maradt fenn.

### Könyvfestészet

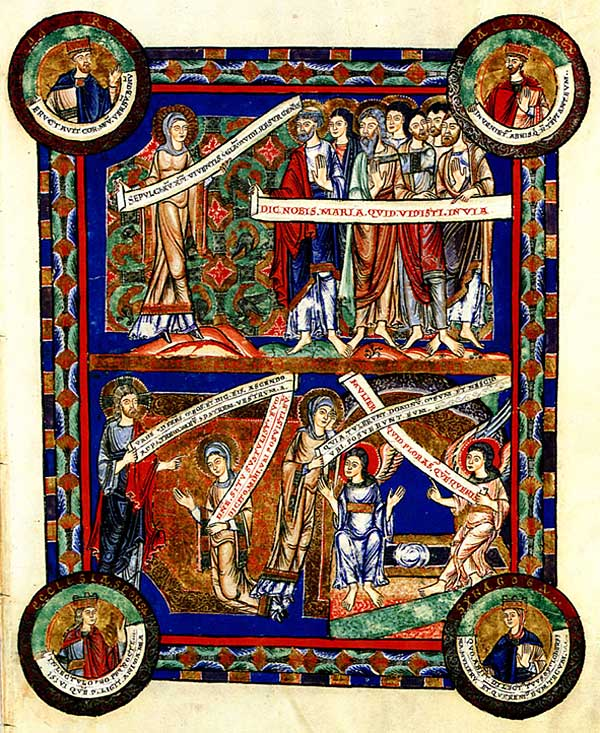
Oroszlán Henrik evangeliáruma, 12. század

Az írországi könyvfestészet nagy szerepet játszott a karoling- és később az Ottó-kori festőművészet kialakulásában. Ez főleg a missziós tevékenységük miatt volt lehetséges. A korai kolostorokban hatékony scriptóriumok működtek és a kéziratok hamarosan Európa-szerte ismertté váltak a királyi és fejedelmi udvarokban. Az ír-angolszász hagyomány még sokáig hatott a kontinens művészetére. A karoling kultúra központja az ún. aacheni palotaiskola volt. Az itteni műhelyekből származó kéziratok nagy szerepet játszottak a román kori festészet formavilágának kialakításában. Nagy Károly halála után a fuldai scriptorium lett a könyvfestészet központja. A karoling könyvfestészet annyira meghatározó volt egészen a 10. századig, hogy az Ottó-kor művészei is szinte kizárólag onnan merítették ornamentális és képi motívumaikat. Az első Ottó-kori kéziratok bizonyíthatóan karoling kódexek másolatai voltak. Később a 11. és a 12. században a helyi kolostori iskolák már nem játszottak olyan fontos szerepet, mint az előző évszázadokban. Jelentősen megnövekedett a művészetpártoló világiak száma, az uralkodó mellett már a nemesek is rendeltek értékes kódexeket. A királyi udvar és környezete megteremtette a művészi hatások cseréjének lehetőségét, a művészet lokális művészet helyett birodalmi művészetté vált. Később az egész érett középkorban Itália volt az Alpoktól északra működő könyvfestők formakincsének forrása, kódexeik egészen Angliáig eljutottak.
A középkori könyvfestészet leggyakoribb témája Krisztus élete, csodái és szenvedéstörténete. Legtöbbször az evangeliárumokat díszítették ezekkel, melyek teljes egészében vagy részleteikben tartalmazták az evangéliumokat. Krisztus szenvedéseit általában kevésbé hangsúlyozták, pl. az Ottó-korban hagyományosan Krisztus csodáira helyezték a hangsúlyt. A kódexekben sosem törekedtek Krisztus teljes életének illusztrálására, és a megbízók a Megváltó életének pozitív eseményeit akarták látni, hatásos, reprezentatív formában. Esztétikailag "eladhatóvá" akarták tenni az üdvtörténetet. Ez arra utal, hogy az egyház nagy súlyt fektetett a -mai szóval élve- propagandára.

### Spanyol Apokalipszis-kéziratok

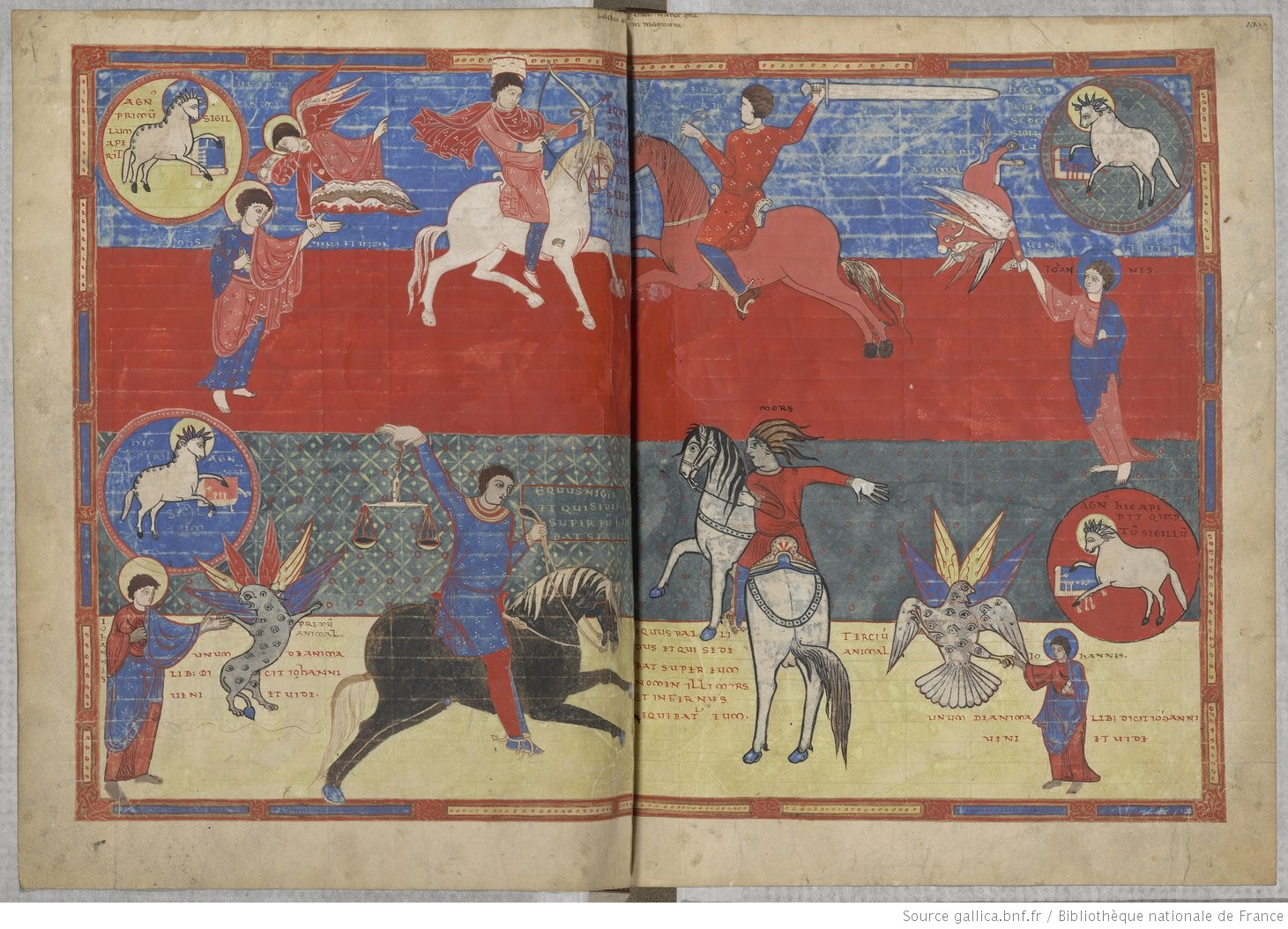
Párizs, Saint Sever-i Apokalipszis

A spanyol Apokalipszis-kéziratok a román kori könyvfestészet egyik sajátos formája. Az Európától elzárt Észak-Spanyolország alig került kapcsolatba a humanista Karoling-udvarral, vagy az Ottó-kori scriptóriumokkal. Ezeket a kéziratokat gyakran illetik "mozarab" jelzővel, az illusztrációkon világosan látható arab hatások miatt. Arab befolyásra utalnak a nagyon kontrasztos, feltűnő színvilágú lapok, amelyeknek alapszíne az aranysárga, a mély, világító vörös valamint a föld színét idéző sötétbarna. A kéziratokon a mór tárgyi kultúra közelségére utalnak bizonyos részletek, például a nyergek, az épületek vagy a ruhák formája. A megfestett épületek, az állatok és a növények ábrázolása is arab hatást tükröz. A spanyol Apokalipszis-kéziratok lapjainak formai gazdagsága valamint az ikonográfia tekintetében felette állnak a hasonló témájú Ottó-kori kódexeknek.

### Falfestészet

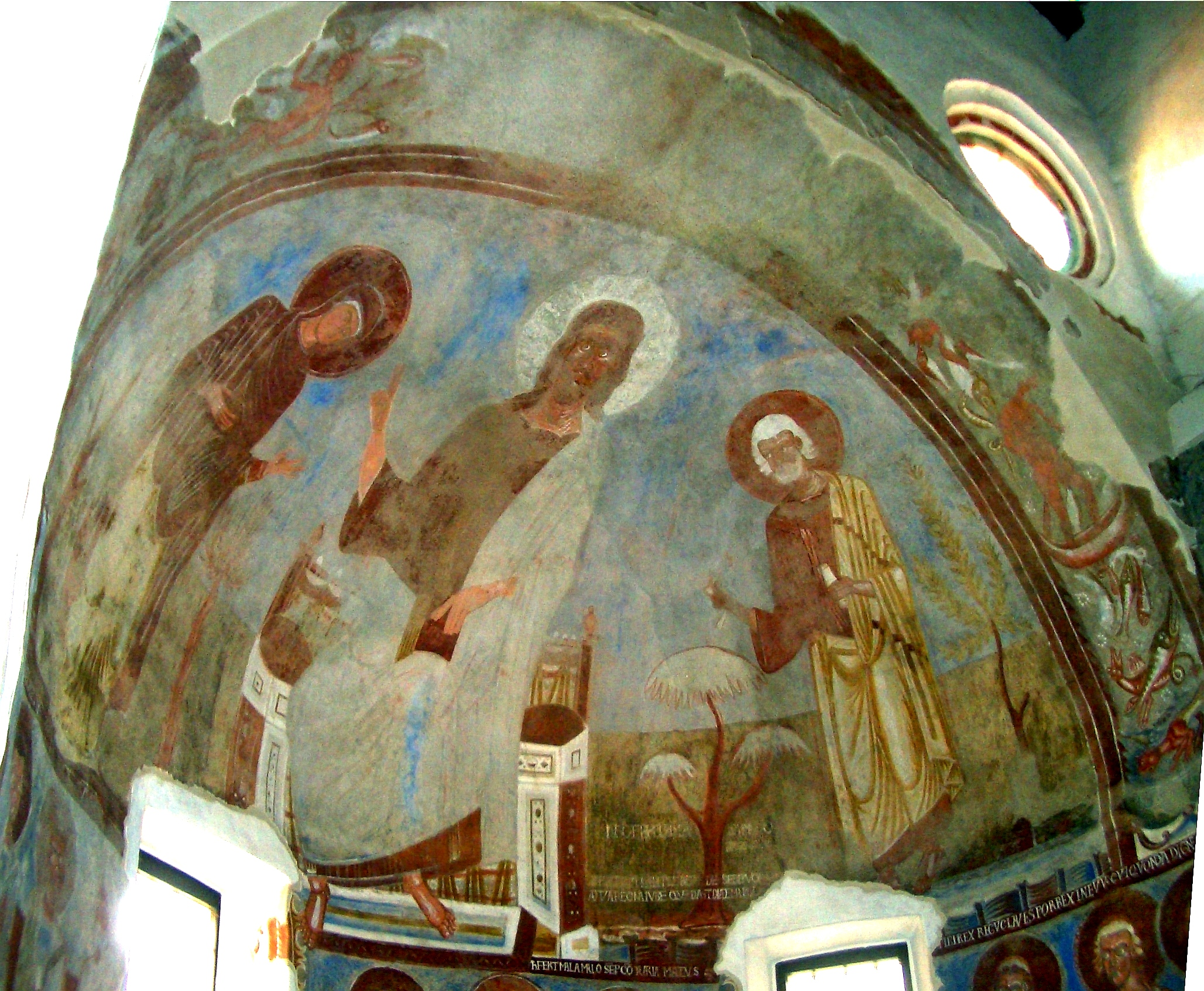
Carpignano Sesia, Szent Péter-templom

A korai román kori festészetben gyakran alkalmazták a könyvfestészet kompozíciós megoldásait és motívumait. A kéziratok gyorsan terjedtek, a mérvadó központokban legkésőbb a 11. században már ismerték a fontosabb kódexeket. Az érett középkorban már nemzetközi stílusról beszélhetünk, a művészek vándoroltak, különböző uralkodók és főpapok megrendelésére dolgoztak. A román kori festészetre ható négy fő áramlat:
- bizánci formakincs, Itáliából terjedt el egész Európában
- ír-angolszász formakincs, hatása Észak-Itáliáig ért
- a Karoling- és Ottó-kori festészet, német és francia központokból fejtette ki hatását
- mór-arab hatás a 8-11. századi keresztény Észak-Spanyolországban.

A román kori festészet egy sajátos formája a cakkos stílus, egy különös és rövid életű stílusirányzat. Jellemző rá, hogy a figurák ruhájának szegélye szokatlanul éles szögben törik meg, a formák szinte manierista stilizálása átmenetet teremt a gótika festészetéhez.

### Csoportkompozíciók, ikonográfia

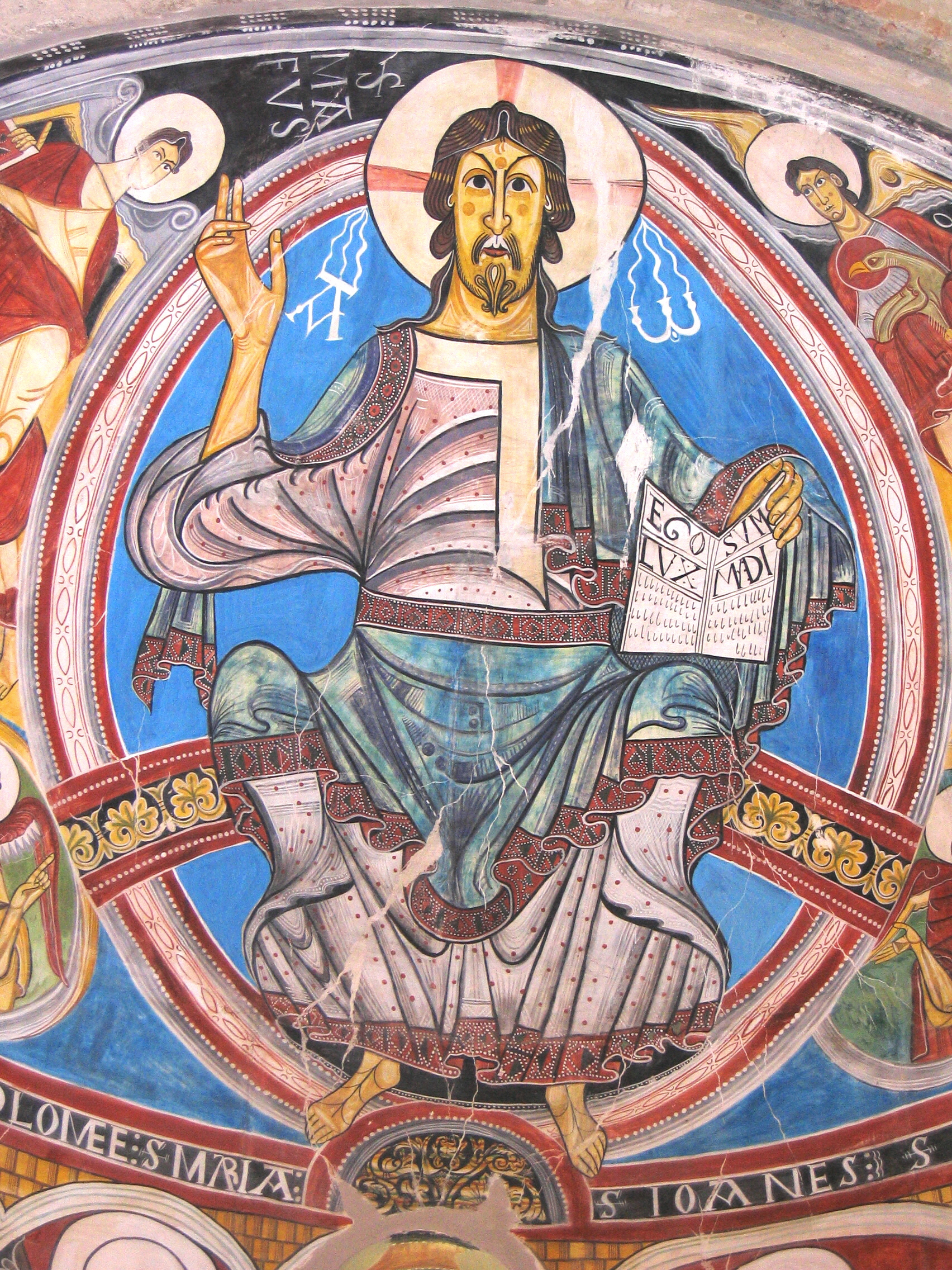
Barcelona, Maiestas Domini

A csoportkompozíciók két típusba sorolhatók, az additívba és az integratívba. Az additív csoportok figurái egymás mellett állnak, az alakok nem fedik egymást. Az integratív kompozíciók alakjai egymás mellett/mögött állnak, átfedéseikkel a művészek megpróbálták érzékeltetni a teret, de ez a törekvésük nem járt sikerrel.
A román kori falfestészet témáját a templomban elfoglalt helye határozta meg. A nyugati falon általában az Utolsó ítéletet és a pokol bejáratát ábrázolták, a keleti falon a feltámadás és megváltás irányában szinte mindig a Maiestas Domini (Isten dicsősége) jelenik meg, angyalokkal és szentekkel. A mellékszentélyek falaira általában a helyi szentek legendáit festették.

### Maiestas Domini ábrázolások
A Maiestas Domini és a trónoló Mária a freskófestészet legfontosabb témája, helyük a templom legfontosabb részében az apszisban van. A Maiestas Dominit gyakran a csillagokkal jelzett világmindenséget szimbolizáló kerek dicsfényben ábrázolják, de előfordul olyan festmény is, ahol Krisztus a négy elem között látható. A Maiestas-ábrázolás egyik nagyon ritka változatán egy kereszt szárainak találkozásánál Krisztus lóháton jelenik meg. A trónoló Mária ábrázolások állandó eleme az őt körülvevő angyalok csoportja. Mária, aki közbenjár a hívekért a földi léthez kötött, így mandorla nélkül ábrázolják.

### Állatok és képzeletbeli motívumok

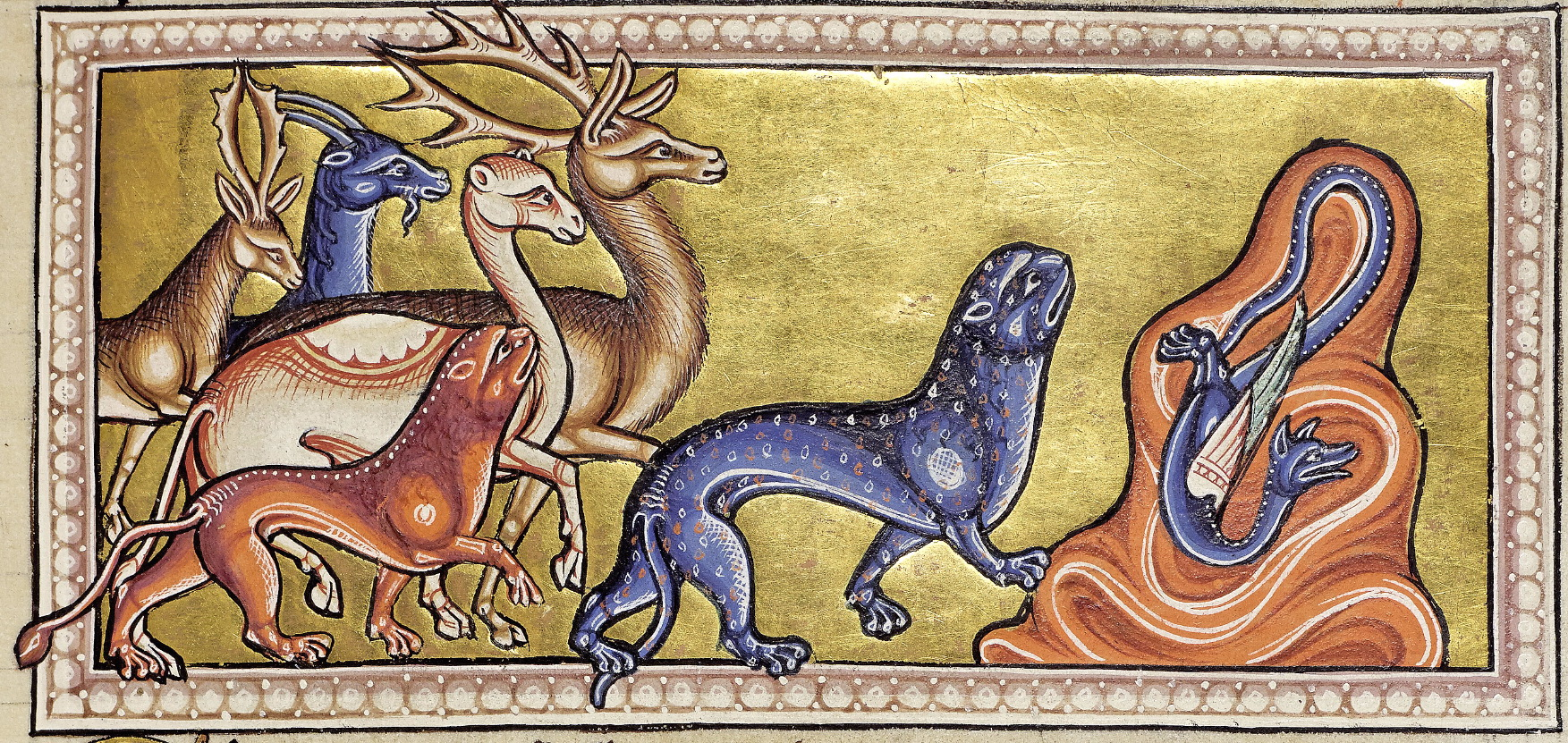
Aberdeen bestiárium, 12. század

Sok román kori-falkép és kódex mintájául szolgáltak a bestiáriumok. A bestiáriumokban leírt állatok gyakran megfelelnek a zoológiai tényeknek, de legalább ugyanannyiszor a képzelet szülöttei. Különös keverék lények, vagy szárnyas démonok is megjelentek a román kori festészet alkotásain. Úgy gondolták, hogy mint a gonosz megszemélyesítői, ők is isten teremtményei közé tartoznak. A középkori esztétika szerint a démonok és szörnyek is lehetnek szépek, ebben rejlik vonzerejük: torz mivoltukból következően a hívők istenben és a szentekben keresik majd a tökéletes szépséget.

## Fafaragványok

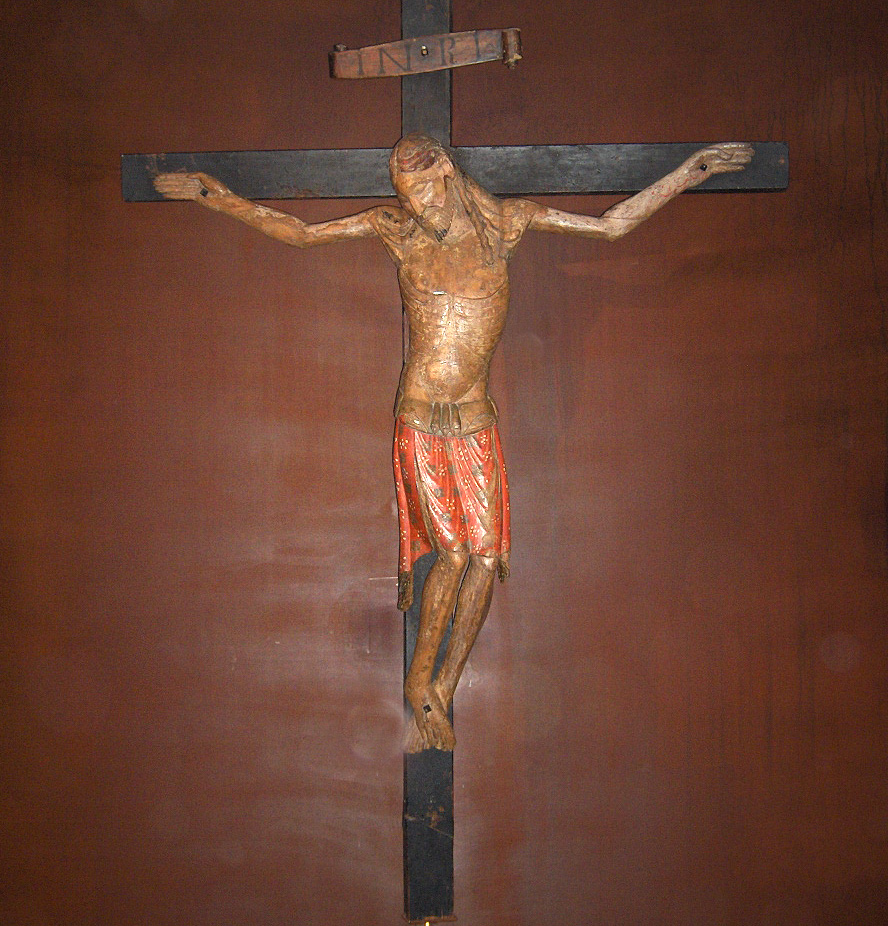
Melki apátság, feszület

A középkorban nagyon sokrétűen alkalmazták a fát, viszont csak a legritkább esetben használták szobrászati nyersanyagként. A fafaragók hamar kiváltak az asztalosok közül, de mégis alárendelt szerepet játszottak a kőszobrászokkal és a kézművesség más ágaival szemben. A fafaragó feladata volt a templomok berendezési tárgyainak és a kapuszárnyaknak az elkészítése. A fafaragás elsősorban síkhoz kötött lapos dombormű volt, amelyet később magas dombormű, sőt szabadon álló szobor váltott fel. A korai középkorban alakult ki a Trónoló Madonna a Gyermekkel szobortípus, ami később román kori faszobrászat egyik legelterjedtebb ábrázolása lett. Egyes szobrokat aranyszínűre festettek, ezek a drága ötvöstárgyakat utánozták. A figurák közül sok mozgatható volt, időnként levették a helyükről és szerepet kaptak a körmenetekben vagy a misztériumjátékokban. Maradtak fenn festett feszületek is, amelyek általában Krisztust élve ábrázolják, a halott Megváltóról készült szobrok meglehetősen ritkák. Az élő Krisztus általában hosszú övvel megkötött ruhát, a halott ágyékkötőt visel. Miután a faszobrok könnyen romló anyagból készültek, ráadásul sokszor át is alakították őket, így a ma fellelhető művek száma igen csekély.

## Elefántcsont faragványok

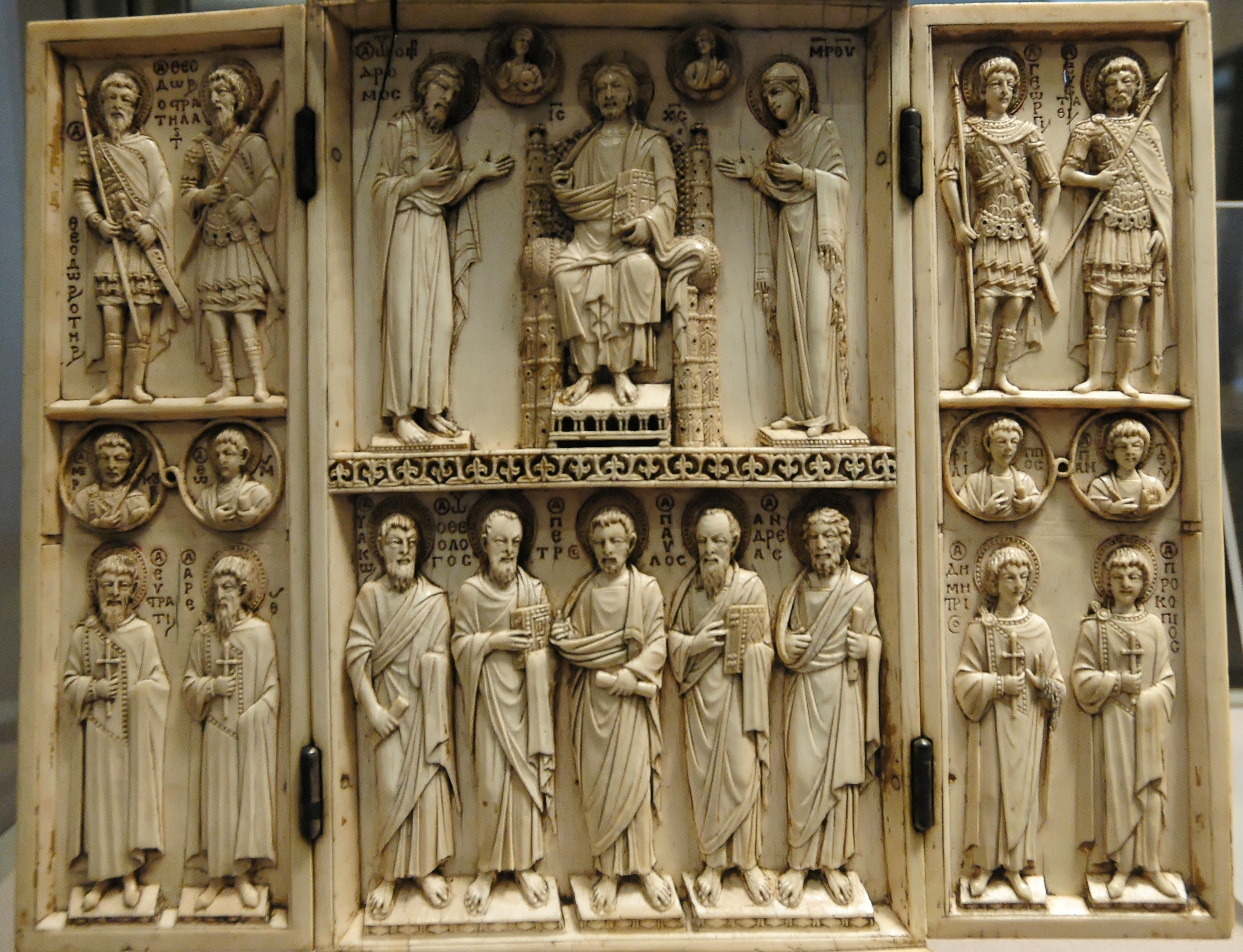
Louvre, triptichon, 12. század

Az elefántcsont gyakran használt és kedvelt anyaga a kisművészetnek. A román kori művészeten belül sajátos műfajt képviselnek az elefántcsont-faragványok, mert egyfelől a szobrászattal, (szobrok, domborművek), másfelől az ötvösművészettel hozhatók kapcsolatba. Az elefántcsontot rendkívül értékes anyagnak tartották, nagyon nehéz volt beszerezni, kereskedelme csupán Velencében és néhány más itáliai kikötőben folyt. Elsősorban az afrikai elefánt agyarát munkálták meg, értéke miatt nagy fontosságú tárgyakat faragtak belőle. Az elefántcsontfaragók fő feladata volt, hogy a középkori könyvfedeleket aprólékosan kifaragott, bibliai jeleneteket ábrázoló domborművekkel díszítsék. A ritka és értékes liturgikus könyvek értékét még jobban megnövelte egy elefántcsonttal és drágakövekkel kidíszített könyvfedél. Ezenkívül az elefántcsontot felhasználták a világi és spirituális hatalom ábrázolására is, császári és püspöki trónokat, jogarokat, pásztorbotokat, triptichonokat, ereklyetartókat, kis méretű szobrokat faragtak belőle.